# アラバマ州

アラバマ州
State of Alabama

州の愛称: ハート・オブ・ディキシー（南部の心臓）
The Heart of Dixie

アラバマ州（アラバマしゅう、英語: State of Alabama）は、アメリカ合衆国南部に位置する州。人口は5,024,279人（2020年国勢調査）である。州都はモンゴメリー市。他に市域人口では州内最大で、アメリカ航空宇宙局関連施設が集中するハンツビル、都市圏では州内最大のバーミングハム、州内唯一の港湾都市モービルなどの主要都市がある。北はテネシー州、東はジョージア州、南はフロリダ州とメキシコ湾、西はミシシッピ州と接している。アメリカ合衆国50州の中で、陸地面積では第30位、人口では第24位である。内陸まで航行できる水路総延長が1,300マイル (2,100 km) あることでは、国内でも最長クラスにある。
南北戦争から第二次世界大戦まで、他の南部州と同様に農業への依存が続いていたこともあって、アラバマ州は経済的に困難な時代を味わった。工業や都市部が成長したにも拘わらず、1960年代までは田園部の白人の利権が州議会を支配しており、都市部とアフリカ系アメリカ人の権利は優先されなかった。第二次世界大戦後、アラバマ州は農業依存経済から多様化された経済に移行して成長してきた。多くのアメリカ軍基地が設立または拡張されたことも経済発展に寄与し、20世紀半ばに農業と工業経済の橋渡し役となった。21世紀の州経済は経営管理、金融、製造、航空宇宙、鉱業、医療、教育、小売りおよび技術に依存している。
| 家庭で話される言語（アラバマ州） 2000 | 家庭で話される言語（アラバマ州） 2000 | 家庭で話される言語（アラバマ州） 2000 | 家庭で話される言語（アラバマ州） 2000 | 家庭で話される言語（アラバマ州） 2000 |
| ------------------------------------- | ------------------------------------- | ------------------------------------- | ------------------------------------- | ------------------------------------- |
|                                       |                                       |                                       |                                       |                                       |
| 英語                                  | 英語                                  |                                       | 96.7%                                 | 96.7%                                 |
| スペイン語                            | スペイン語                            |                                       | 2.2%                                  | 2.2%                                  |

| 人種構成（アラバマ州） 2010 | 人種構成（アラバマ州） 2010 | 人種構成（アラバマ州） 2010 | 人種構成（アラバマ州） 2010 | 人種構成（アラバマ州） 2010 |
| --------------------------- | --------------------------- | --------------------------- | --------------------------- | --------------------------- |
|                             |                             |                             |                             |                             |
| 白人                        | 白人                        |                             | 67.0%                       | 67.0%                       |
| 黒人                        | 黒人                        |                             | 26.2%                       | 26.2%                       |
| ヒスパニック                | ヒスパニック                |                             | 3.9%                        | 3.9%                        |
| アジア系                    | アジア系                    |                             | 1.1%                        | 1.1%                        |
| インディアン                | インディアン                |                             | 0.6%                        | 0.6%                        |
| 混血                        | 混血                        |                             | 1.5%                        | 1.5%                        |

## 州名の由来

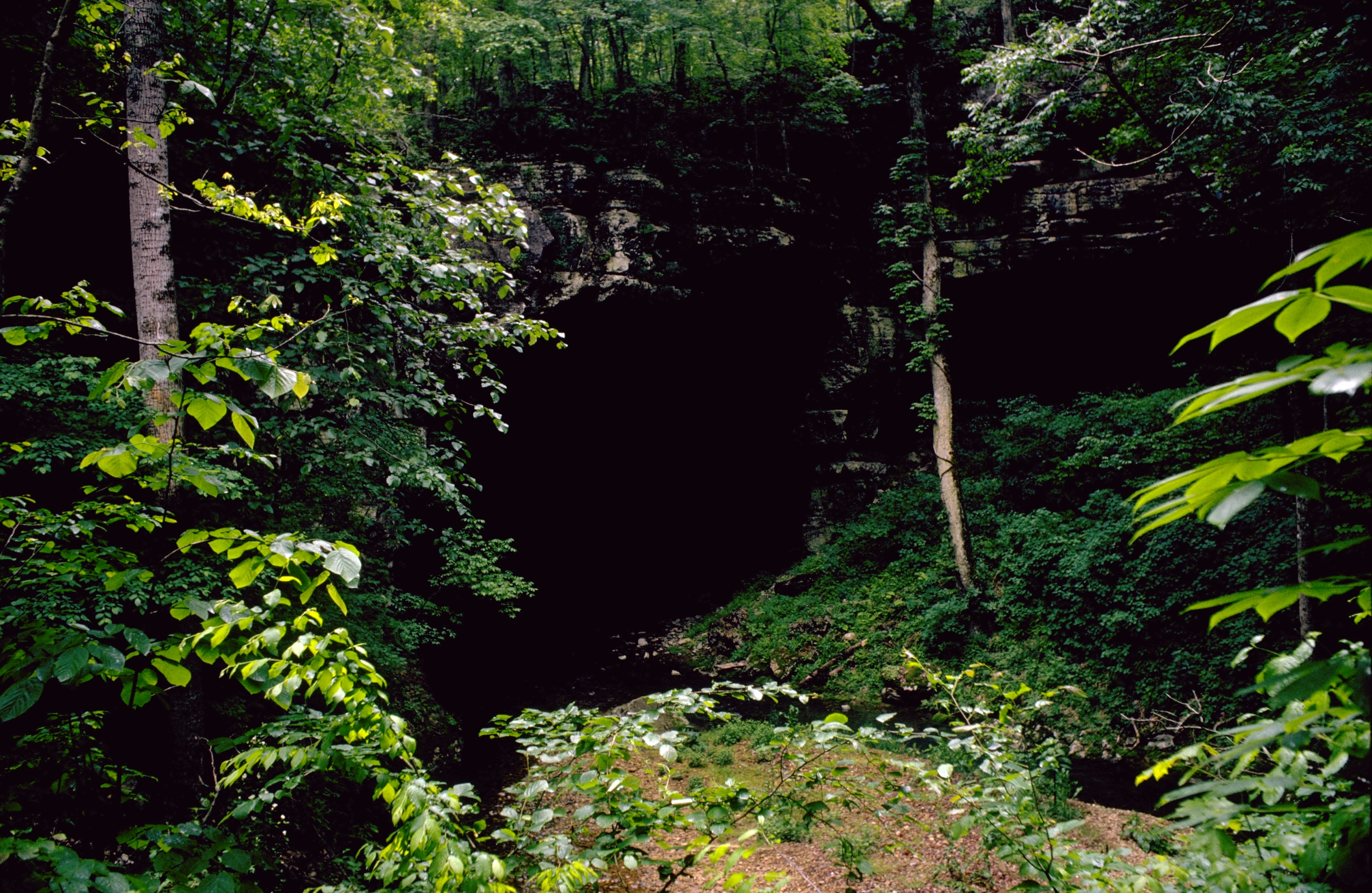
ジャクソン郡にあるラッセル洞窟入り口の1つ。洞内で見つかったたき火跡の木炭は、紀元前6550年ないし6145年のものとされた

かつてマスコギー語を話すアラバマ族がアラバマ川上流、クーサ川とタラプーサ川合流点の下流に住んでおり、これが川と州の名称の由来とされている。アラバマ族の言語で部族員は Albaamo（方言によっては Albaama または Albàamo、複数形は Albaamaha）と呼ばれる。「アラバマ」という言葉は、チョクトー族の言葉が語源と考えられており、アラバマ族が部族名に採用した。その綴りは史料によって様々である。最初に文献に現れたのは、1540年のエルナンド・デ・ソトの遠征であり、ガルシラソ・デ・ラ・ベガが Alibamo と表記していた。他にもエルバス騎士が Alibamu、ロドリゴ・ランヘルが Limamu と記していた。1702年にはアラバマ族がフランス人によって Alibamon と呼ばれ、フランスの地図にはアラバマ川が Rivière des Alibamons と表記されていた。その他、Alibamu、Alabamo、Albama、Alebamon、Alibama、Alibamou、Alabamu、Allibamou などの表記が見られた。
「アラバマ」の語源は分かっているが、その意味については諸説あって定まっていない。『ジャクソンビル・レパブリカン』紙の1842年の記事では、その意味を「ここで休む」とする説を発表した。この説は1850年代にアレクサンダー・ボーフォート・ミークの著作を通じて広まった。マスコギー語の専門家はこの説を肯定する証拠を見出すことができなかった。学者はこの言葉がチョクトー語の alba（植物あるいは雑草を意味する）と、amo（切る、整えるあるいは集めるを意味する）を合わせたと考えている。その意味は「藪を切りはらう人」または「香草を集める人」である可能性があり、農作のために土地を開墾すること、あるいは薬草を集めることを指していると考えられる。「アラバマ」はアメリカ合衆国内に数多いアメリカ先住民の言葉に由来する地名の1つである。
なお、アメリカ合衆国の全50の州を名前のアルファベット順に並べたときに、最初に来る州である。

## 歴史

### 先コロンブス期

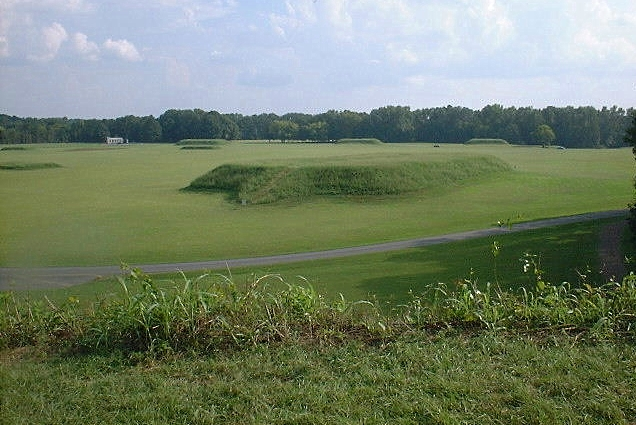
ヘイル郡のマウンドビル考古学遺跡。ミシシッピ文化のインディアンが西暦1000年から1450年にかけて使っていた

アラバマ州となった地域にヨーロッパ人が入ってくる以前の数千年間、様々な文化を持つインディアンがこの地域に住んでいた。現在のアメリカ合衆国北東部との交易は、オハイオ川を通じて墳墓期（紀元前1000年から紀元後700年）に始まり、ヨーロッパ人と接触した時まで続いた。
西暦1060年から1600年、農耕社会のミシシッピ文化が現在の州の大半に及び、その中心の1つがマウンドビルのマウンドビル考古学遺跡にあった。マウンドビルで行われた考古学発掘調査で出土した人工物を解析することで、南東部儀式用複合施設の性格に関わる学説の基礎ができてきた。一般に考えられていることとは対照的に、南東部儀式用複合施設はメソアメリカ文化と直接の結びつきが無く、独自の発展を遂げていたと見られている。儀式用複合施設はミシシッピ文化の人々の宗教では主要な要素だった。その宗教を理解するうえで主要手段の1つになっている。
ヨーロッパ人が入って来たときに、現在のアラバマ州領域に住んでいたインディアン部族として、イロコイ語を話すチェロキー族、マスコギー語を話すアラバマ族、チカソー族、チョクトー族、クリーク族、コアサティ族がいた。

### ヨーロッパ諸国による植民地化

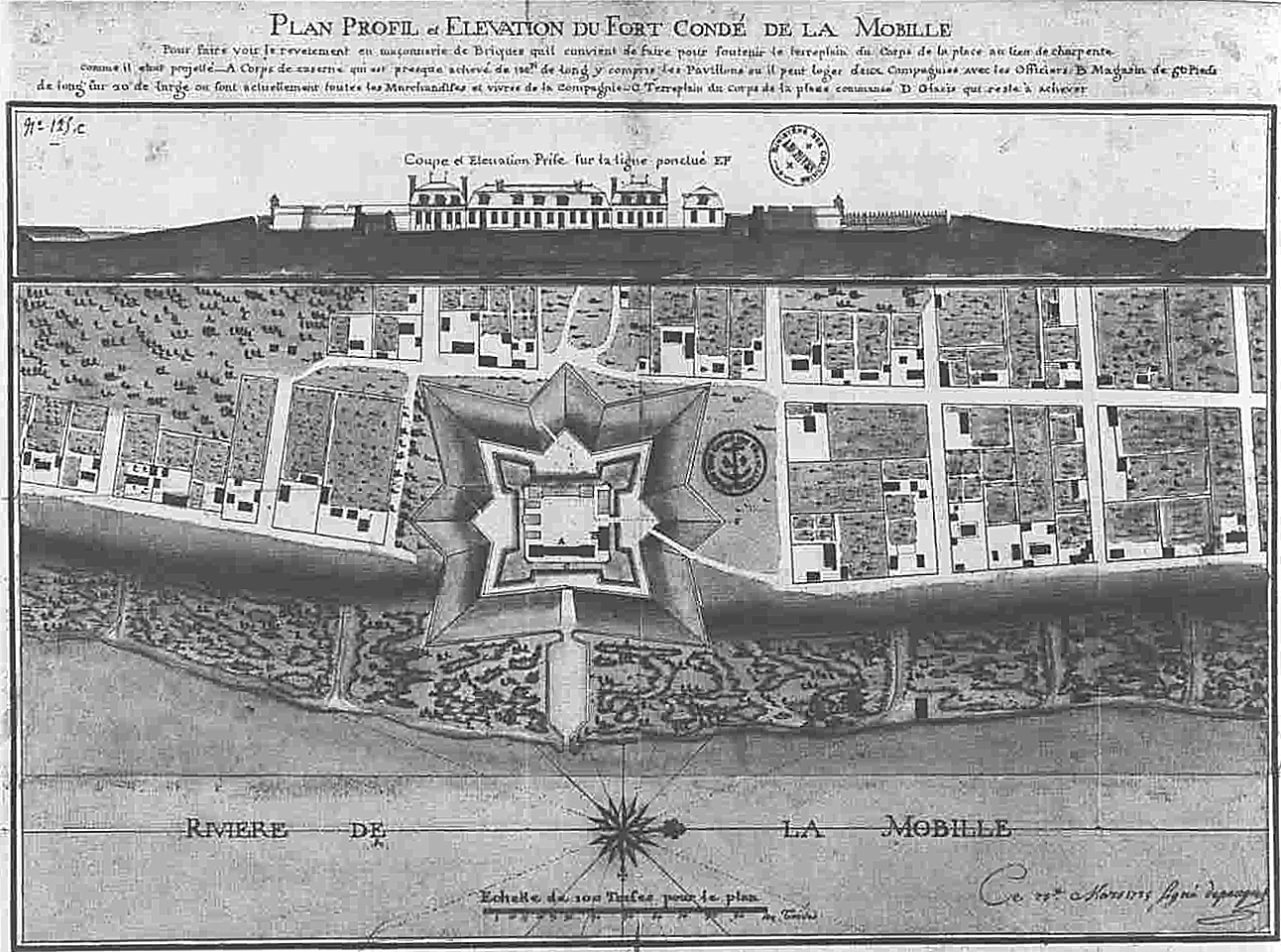
1725年のフランスの地図、モービルの位置にコンデ砦の平面図と標高が示されている

1702年、フランスが現在オールド・モービルと呼ばれる地域にヨーロッパ人として最初の開拓地を築いた。モービルの町は1711年に現在地に移転した。この地域は1702年から1763年がフランス、1763年から1783年がイギリスの西フロリダの支配下にあり、1783年から1821年はアメリカ合衆国とスペインの間で分割された。イギリス王政に忠誠を誓うロイヤリストだったトマス・バセットが、モービル地域を除けば地域内初期の白人開拓者だった。1770年代初期に現在のワシントン郡となったトンビグビー開拓地に入った。1783年、現在のボールドウィン郡とモービル郡の領域がスペイン領西フロリダの一部となり、1810年には独立国西フロリダ共和国の一部、1812年にミシシッピ準州に付設された。現在のアラバマ州北部と中央部およびミシシッピ州は、当時ヤズーランドと呼ばれ、1767年以降ジョージア植民地が領有権を主張していた。アメリカ独立戦争の後、ジョージア州に編入されたが、その領有については大きな論争が続いた。

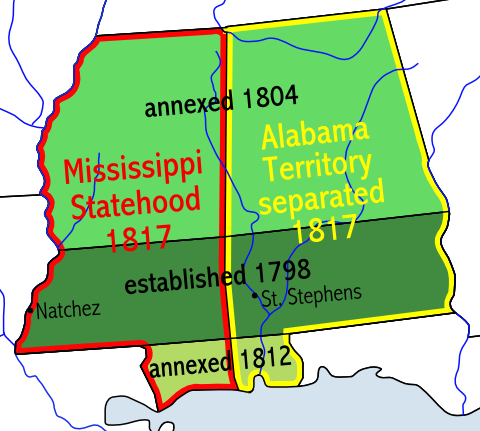
ミシシッピ準州とアラバマ準州の形成

モービルやヤズーランドに隣接する地域を除き、現在のアラバマ州中央部は、1798年に創設されたミシシッピ準州の一部になった。ヤズーランド詐欺が起きた後、ヤズーランドも1804年に準州に付加された。1812年以後スペインはモービルに行政機能を置いていた。1814年、アンドリュー・ジャクソンの軍隊がモービルを占領し、この地域に対するアメリカ合衆国の「事実上の」権限を示した。これで準州奥地からメキシコ湾まで支障のない通路ができ、モービルにおけるスペインの実効支配を終わらせたが、領有権主張は残り続けた。ミシシッピ州が州に昇格する1817年12月10日の前に、人口の少なかった準州東半分が分離し、アラバマ準州と命名された。アラバマ準州は1817年3月3日のアメリカ合衆国議会で創設された。セントスティーブンスが1817年から1819年まで準州都とされていたが、現在は廃村になっている。

### アラバマ州成立の初期

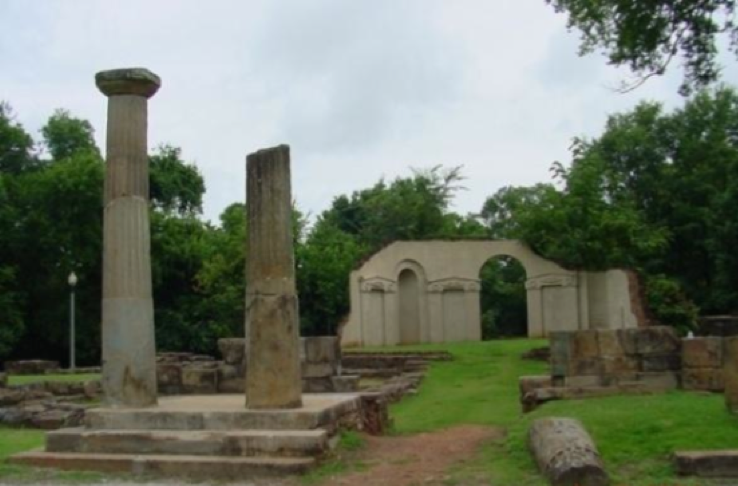
タスカルーサのキャピトル公園にある議会議事堂廃墟。ウィリアム・ニコルズが設計し、1827年から1829年に建設された。州都がモンゴメリーに移されてから10年以上経った1857年にアラバマ中央女子カレッジになった。1923年の火事で破壊された

アラバマが合衆国22番目の州になることが認められた後、アメリカ合衆国議会は最初のアラバマ州憲法制定会議の場所にハンツビルを選定した。1819年7月5日から8月2日に代議員が会して新州憲法を準備した。ハンツビルは1819年から1820年までアラバマ暫定州都となり、その後はダラス郡のカハバに州都が移された。カハバは現在廃村となっているが、1820年から1825年まで最初の恒久的州都だった。アラバマが州になった時は既にアラバマ・フィーバーが広がり始めており、綿花の栽培に適した肥沃な台地を得るために開拓者や土地投機家が殺到していた。1820年代から1830年代の開拓地にあって、州憲法は白人男性については普通選挙を執行していた。綿花のプランテーションが広がるに連れて、南東部農園主や交易業者がアッパーサウスから奴隷と共に移ってきた。暗色の肥沃な土壌から名付けられたブラックベルト中央部の経済は大規模な綿花プランテーションの上に作られ、プランテーション所有者は奴隷の労働から大きな富を築いた。この地域には大勢の貧乏で選挙権を持たない人々も入ってきて、自給自足農になった。1810年の人口は1万人と推計されていたが、1830年には30万人以上に増加していた。地域に住んでいたインディアンの大半は、1830年にアメリカ合衆国議会でインディアン移住法が成立してから数年後には、州から完全に追い出されていた。

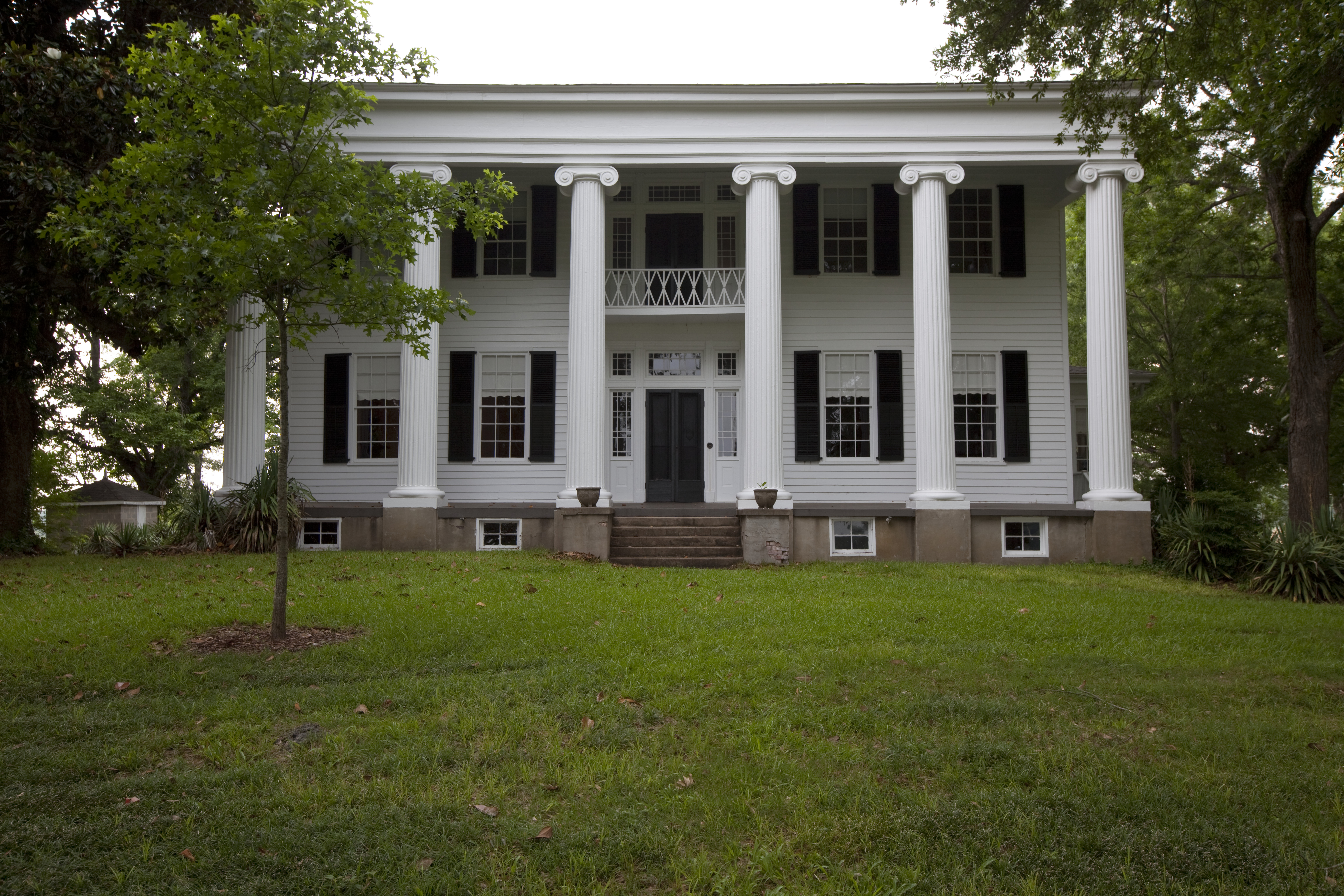
ブラックベルトのプランテーション、ソーンヒル邸の母屋（1833年建設）

1826年から1846年にかけてタスカルーサが州都になった。1846年1月30日、アラバマ州議会はタスカルーサからモンゴメリーに州都を移すことを議決したと発表した。新州都での最初の議会は1847年12月に開会された。新議会議事堂は、フィラデルフィアのスティーブン・ディケーター・バトンの指導で建設された。最初の建物は1849年の火事で焼け落ちたが、1851年に同じ場所に再建された。メイン州エグゼターのバラチアス・ホルトが設計した二代目の建物は現在も残っている。1860年には人口が964,201人となっており、その内435,080人はアフリカ系アメリカ人奴隷、2,690人は有色の自由人だった。

### 南北戦争からレコンストラクション時代

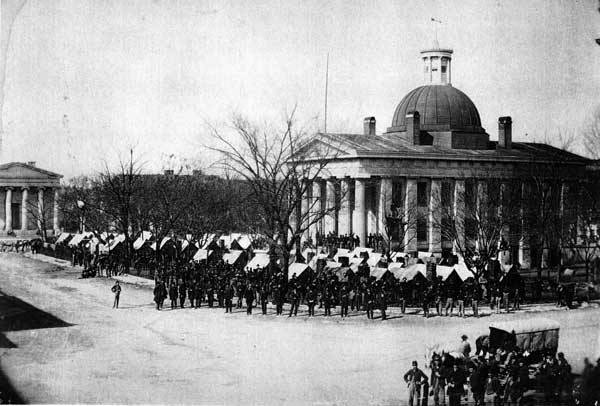
1864年の北軍によるハンツビル陥落と再占領後、郡庁舎前広場を占領する北軍

1861年1月11日、アラバマ州はアメリカ合衆国からの脱退を宣言し、アメリカ連合国に加盟した。南北戦争ではアメリカ連合国の首都をモンゴメリーに置き、連合の初代大統領としてジェファーソン・デイヴィスを擁立し、連合の中心的役割として戦った。アメリカ連合国の首都は同年5月にバージニア州リッチモンドに移転された。1864年の夏にはメキシコ湾に面したモービル湾で南北戦争では珍しい海戦が繰り広げられたが、南部の敗北に終わった。州内ではほとんど戦闘が無かったが、南北戦争には約12万人の兵士が出征した。ハンツビル出身の騎兵1個中隊が、ケンタッキー州でネイサン・ベッドフォード・フォレスト将軍の軍隊に参加した。このハンツビル中隊は、袖、襟、上着の裾に黄色い布を付けた見事な新しい制服を着ていたことから「イエローハンマー」と呼ばれ、後に南軍のアラバマ州部隊は「イエローハンマーズ」と呼び習わされるようになった。1865年、アメリカ合衆国憲法修正第13条により、州内の奴隷は解放された。
戦後、アラバマ州は軍政府の管理下に置かれ、占領は1868年にアメリカ合衆国に復帰するまで続いた。アフリカ系アメリカ人に選挙権が与えられると、1867年から1874年、多くのアフリカ系アメリカ人が政治指導者として台頭した。この期間にはアメリカ合衆国議会に3人のアフリカ系アメリカ人を選出した。すなわちジェレマイア・ハラルソン、ベンジャミン・S・ターナー、ジェイムズ・T・レイピアの3人である。

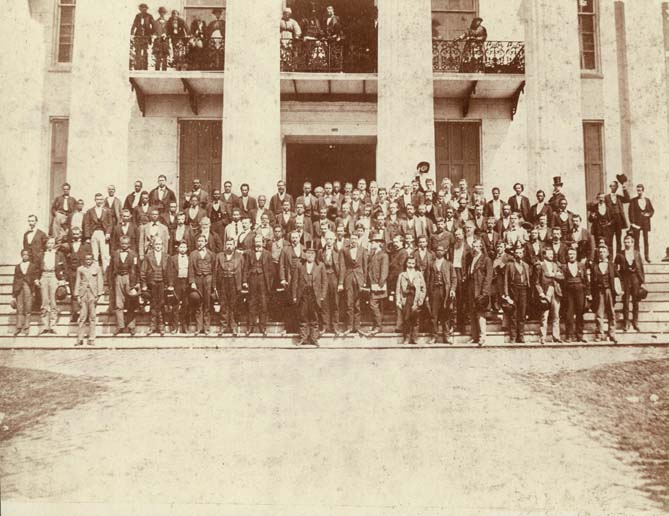
レコンストラクション時代のアラバマ州議会、1872年

南北戦争後もアラバマ州は農業に大きく依存し続け、経済は綿花と堅く結びついていた。レコンストラクション時代、州議会は1868年に新憲法を採択し、初めて公共教育体系を作り、女性の権利を拡大した。多くの公共道路や鉄道の建設計画を予算化したが、それらは不正行為や横領の疑惑に実行を妨げられた。この期間、組織化された抵抗集団が解放奴隷や共和党員を抑圧するために活動した。クー・クラックス・クランがよく知られているが、他にも白い顔団（Pale Faces）、白椿騎士団（Knights of the White Camelia）、赤シャツ団（Red Shirts）、白人同盟（White League）などの集団がいた。
アラバマ州のレコンストラクションは、民主党が議会を制し、知事職を取った1874年に終わった。1875年には新憲法を制定した。同年、議会はブレイン修正条項を成立させ、公金を宗教系学校に使うことを禁じた。さらに同年、学校を人種分離することを要求する法が認められた。1891年には鉄道の客車が人種分離された。その他にも20世紀初期にジム・クロウ諸法が成立した。

### 1900年-1949年

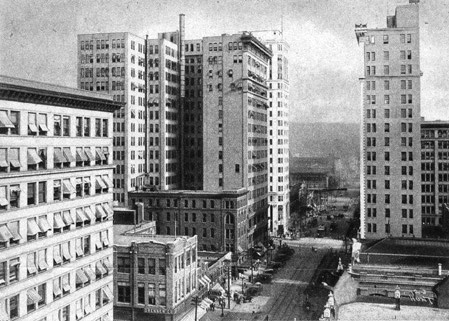
開発中のバーミングハム市、1915年

1901年の新憲法では、人頭税、識字能力などによる選挙権の制限を通じて、実質的にアフリカ系アメリカ人と白人の低所得層から選挙権を奪う選挙法が含まれた。農園主階級は白人低所得層を説得してこれらの法を支持させながら、累積する人頭税の課税が大きく影響して白人低所得層の選挙権も取り上げることになった。1900年、州内には181,000人以上の選挙権を持つアフリカ系アメリカ人がいた。1903年には、少なくとも74,000人のアフリカ系アメリカ人に識字能力があったが、僅か2,980人のみが有権者登録されていた。1941年、白人で選挙権の無い者は60万人、黒人では52万人となり、白人の方が多くなっていた。アフリカ系アメリカ人はほとんど全員が投票権を持たなかった。
1901年憲法は、学校での人種分離を再度肯定した。1867年以降人種間結婚は違法とされていたが、この新憲法で改めてそれが定められた。1950年代まで人種差別法が追加されていった。1911年には監獄で、1915年には病院で、1928年にはトイレ、ホテル、レストランで、1945年にはバス停待合室で人種分離された。

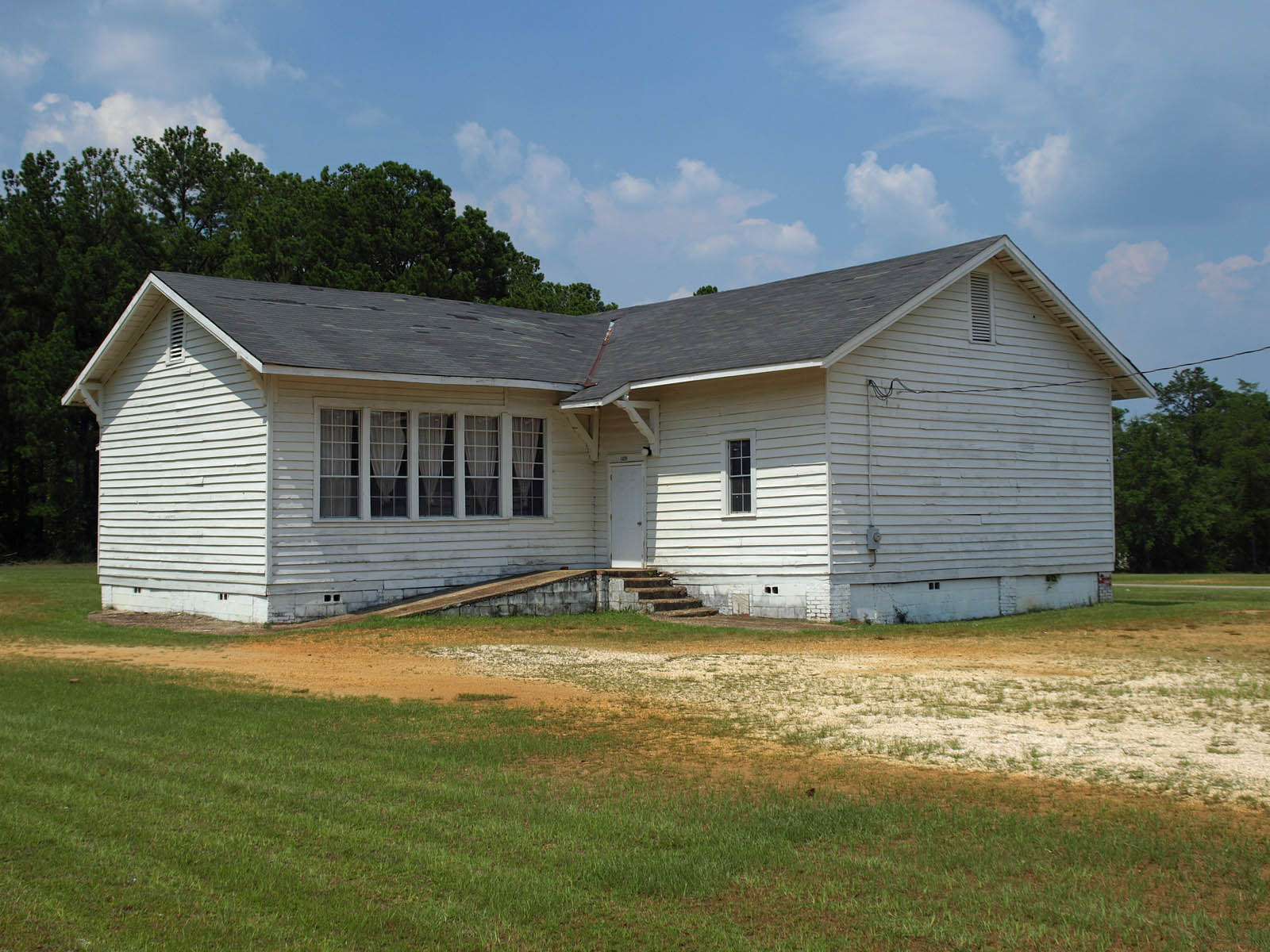
田園部のオートーガ郡にある旧マウントサイナイ学校。1919年建設。州内にアフリカ系アメリカ人児童のために建てられたローゼンウォルド学校387校の1つ

田園部の多いアラバマ州の議会は常に、選挙権を剥奪されたアフリカ系アメリカ人への教育もサービスも予算割り当てを少なくしていたが、彼等から税金は取り続けた。南部においてアフリカ系アメリカ人の教育予算が少ないという批判に答える意味もあって、ローゼンウォルド財団がローゼンウォルド学校と呼ばれるようになる校舎建設資金の手当てを始めた。アラバマ州ではこれら学校の設計と建設の一部がローゼンウォルド基金で賄われた。基金は校舎建設資金の3分の1を拠出し、残りを町と州が分割した。1913年には、最初のローゼンウォルド学校が建設された。1937年までに合計で387校、7つの教員宿舎、幾つかの職業訓練用建物が完成した。現在も州内に残っているローゼンウォルド学校はアメリカ合衆国国家歴史登録財に指定されている。
継続する人種差別、農業不況、ワタミゾウムシの蔓延による綿花収量の低下などで、何万人ものアフリカ系アメリカ人が職を求めて北部の工業都市へ移住した。グレートマイグレーションと呼ばれるものの中で、20世紀前半に、製造業の仕事やより良い暮らしを求めてアラバマを離れていった。1910年から1920年のアラバマ州人口成長率は半分近くになった。
これと同じ時期に田園部の白人や黒人は、新しい工業都市であるバーミングハム市で働くために移住した。バーミングハム市は「魔法の都市」と渾名されるほど人口が急増した。1920年代では、バーミングハム市は国内第19位の大都市であり、州内人口の30%以上が住んでいた。重工業と鉱業が経済の基盤だった。第二次世界大戦の需要に関わる工業の発展は、南北戦争以前にも見られなかったような繁栄をもたらした。田園部の労働者はより良い仕事と高い生活水準を求めて州内の大都市に流入した。その顕著な例がモービル市であり、1940年から1943年の3年間で89,000人以上が市内に入り、軍需産業で働いた。製造業とサービス産業が隆盛するに連れて、綿花など換金作物はその重要性を失っていった。

### 1950年-2000年

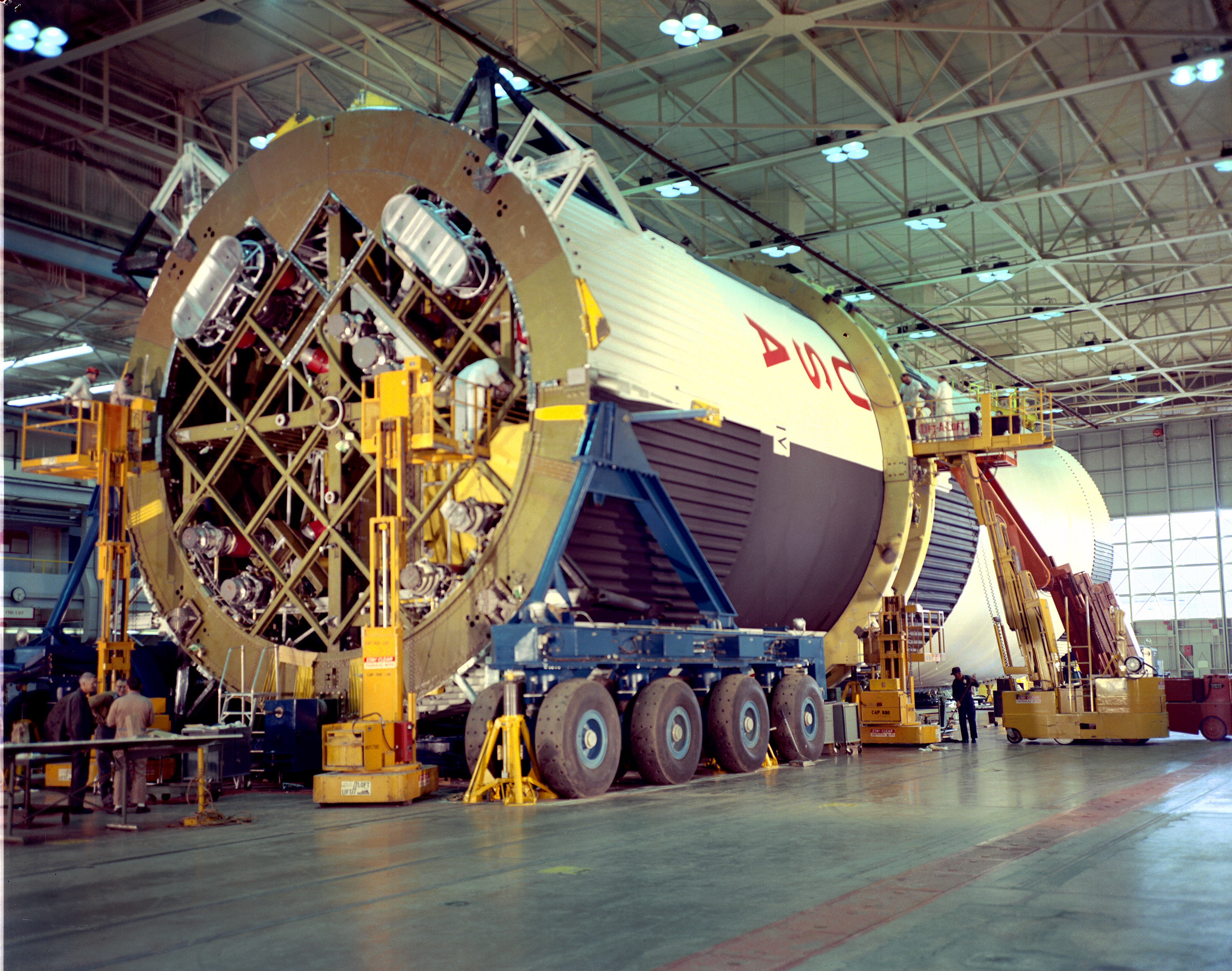
マーシャル宇宙飛行センターで組み立てられているサターン5型ロケット、ハンツビル市、1964年

1901年から1961年まで人口構成の大きな変化があったが、田園部主導の議会は、人口に基づく下院や上院の議席数割り当てを変えようとしなかった。農業地帯の政治と経済の権力を維持するために、古い選挙区割りに固執した。さらにバーミングハム市の外に住む人々による選出を確実にするために、数少ないバーミングハム市内の選挙区を都合良く修正した。
その結果の分かる良い例がバーミングハム市の工業と経済の基盤地帯を含むジェファーソン郡であり、州税収の3分の1以上を収めていながら、それに比例したサービスを受けていなかった。都市部は常に州議会での代表が少ない状況だった。1960年の研究では、「総人口のうちの少数である約25%を代表する議員が、州議会の多数派を支配していた」とされていた。
アフリカ系アメリカ人は歴史的な経緯から共和党の一翼を担ったが、選挙権を剥奪された。アラバマ州の白人は南北戦争の敗北やレコンストラクションの後で、共和党に敵意を抱き憎悪するようになった。このために白人有権者に気に入られようとすれば、政治的信念に拘わらず民主党で出馬するというのが長い伝統になった。

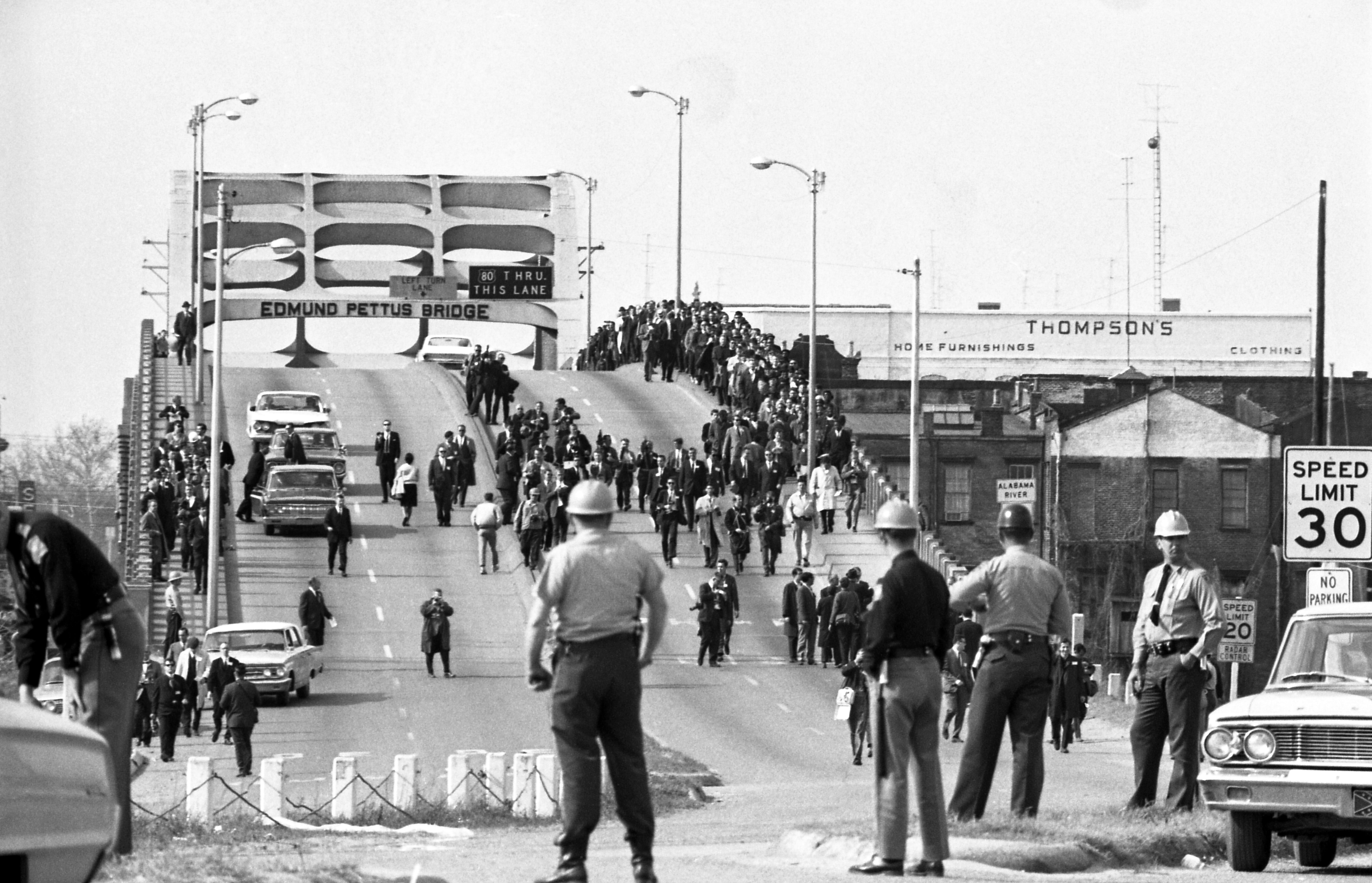
セルマからモンゴメリーに向かう行進を待ち構える警官

アフリカ系アメリカ人は既に昔から選挙権剥奪状態と人種差別を止めさせようと努力していたが、1950年代と1960年代になるとさらに活発な公民権運動と呼ばれる活動を始めた。1955年州都モンゴメリーで起こったローザ・パークス逮捕事件が公民権運動の口火を切った。この動きでアメリカ合衆国議会により、1964年の公民権法と1965年の選挙権法成立に繋がった。1960年代、ジョージ・ウォレス州知事の政権下では、連邦政府で認められた人種差別撤廃に抵抗する動きが州内で行われたが、失敗した。
公民権運動の時代にアフリカ系アメリカ人は全国的な公民権法成立と選挙権法を通じて投票の保護など公民権を獲得した。ジム・クロウ法は無効にされあるいは撤廃されて法的な人種差別は終わった。
1965年選挙権法の下で、連邦裁判所はアラバマ州に州議会下院と上院の議席を人口に応じて再配分することを強制した。1972年、アラバマ州は人口に応じて議席を再配分することについて州憲法の規定を改正したが、これは1901年以来の改正となった。このことは60年間以上の間、経済的発展を遂げながら代表数の少なかった都市部には恩恵となった。

## 地理

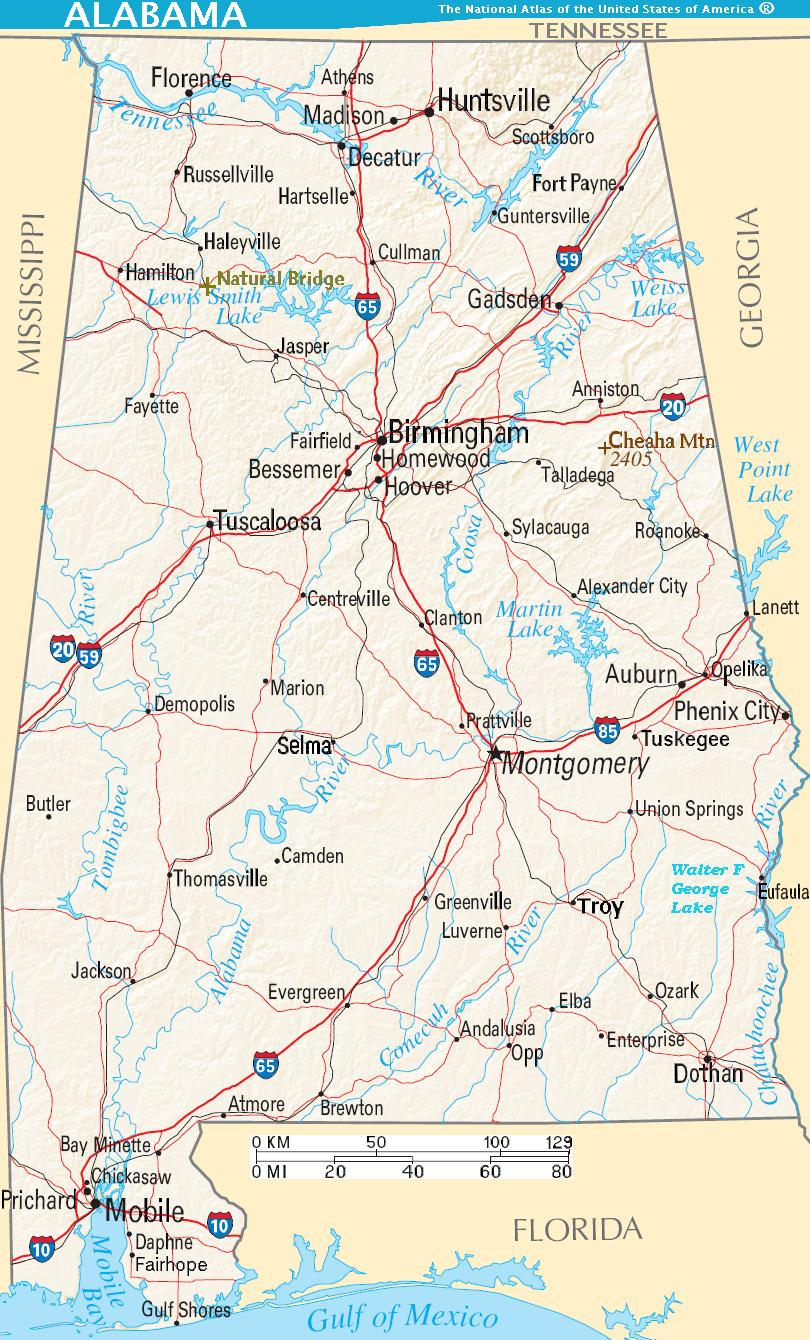
アラバマ州図

関連項目：アラバマ州の地理、アラバマ州の郡一覧
アラバマ州は総面積135,765 km2(52,419 mi2) あり、アメリカ合衆国内で30番目に大きな州である。そのうち3.2%は水域であり、その広さは国内23番目になる。内陸水路の総延長では国内第2位である。
州域の5分の3はなだらかな平原であり、ミシシッピ川やメキシコ湾に向かって標高が下がる。北部は山がちであり、テネシー川が大きな流域を作り、小川、沢、川、山地、湖を形成している。州の北東部にはなだらかなアパラチア高原が広がり、石炭・鉄鉱石など鉱物資源の宝庫となっている。他の大部分はメキシコ湾沿岸平原で占められる。メキシコ湾に流入するモービル川とアラバマ川が主要な河川体系を形成する。
州の西部はミシシッピ州、北部はテネシー州、東部はジョージア州と接し、南部も大部分はフロリダ州と接するが、一部はメキシコ湾に面している。標高はモービル湾の海面から、北東部アパラチア山脈の1800フィート (550 m) 超の領域まで変化している。最高地点は標高2,413フィート (735 m) のチーハ山である。森林が2,200 万エーカー (89,000 km2) あり、州域の67%になっている。メキシコ湾岸にある郊外部のボールドウィン郡が陸地面積でも水域面積でも州内最大の郡となっている。

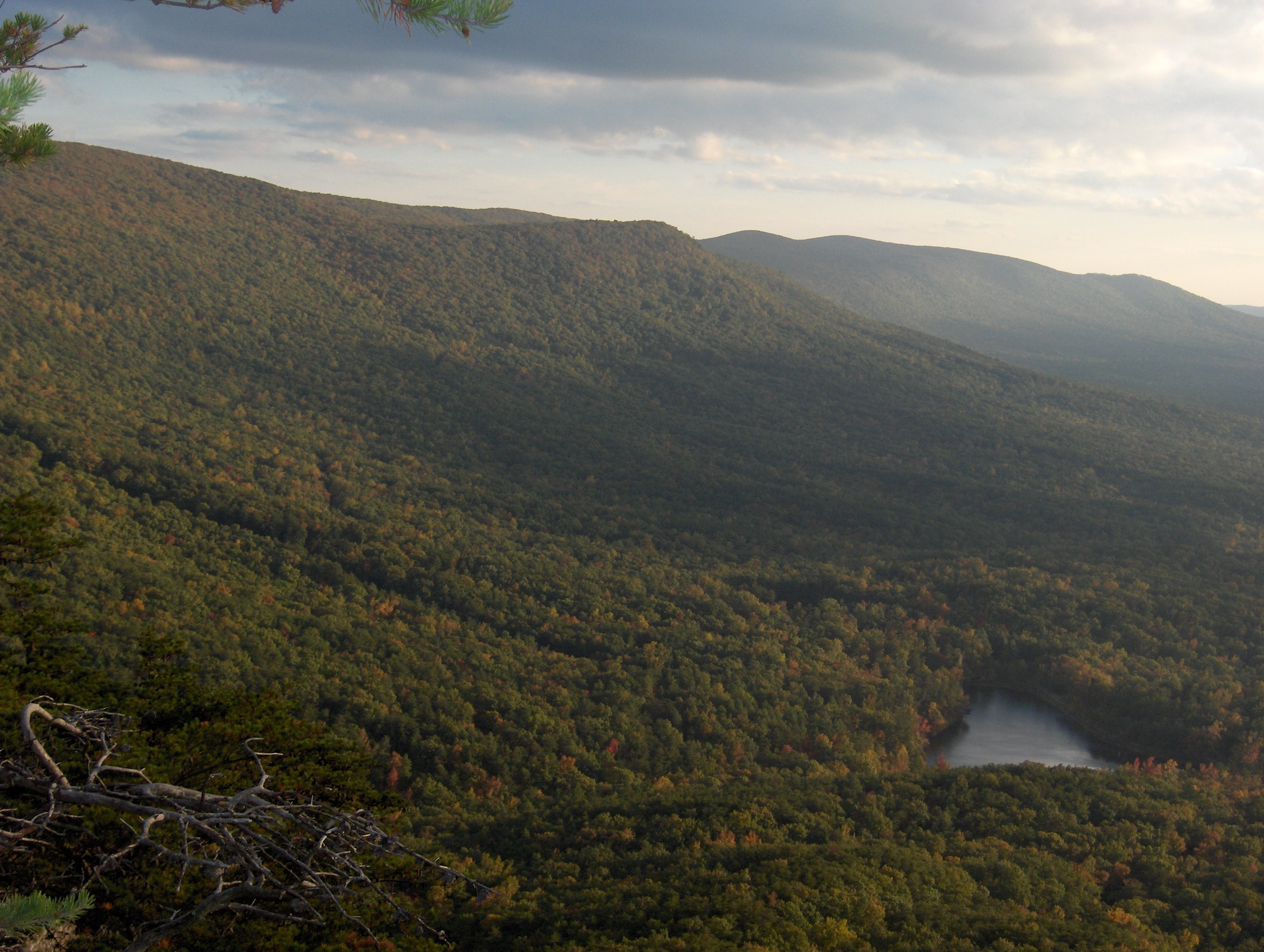
アラバマ州最大のチーハ山、アパラチア山脈にあり、州内最高地点

アメリカ合衆国国立公園局が管理する地域としては、アレクサンダーシティ近くのホースシューベンド軍事公園、フォートペイン近くのリトル川峡谷国立保存地、ブリッジポートのラッセル洞窟国立保護区、タスキーギのタスキーギ・エアメン国立歴史史跡、タスキーギ近くのタスキーギ国立歴史史跡研究所がある。
またコネカー、タラデガ、タスキーギ、ウィリアム・B・バンクヘッドの4つの国有林がある。さらにナチェズ・トレイス・パークウェイ、セルマ・トゥ・モンゴメリー国立歴史道、涙の道国立歴史道もある。ヘイリービルの直ぐ南には、ロッキー山脈より東では最長の天然橋がある。
モンゴメリー市の北、エルモア郡には幅5マイル (8 km) の隕石クレーターがある。ウィトゥンプカ・クレーターと呼ばれ、「アラバマ州最大の自然災害」跡である。幅1,000フィート (300 m) の隕石が約8,000年前にこの地域に落ちてきた。ウィトゥンプカ中心街の東にある丘陵は隕石クレーターの名残が浸食されたものであり、破片の同心円状の環や砕けた岩石が地表下に見られるので、ウィトゥンプカ・クレーターあるいは隕石痕と名付けられている。2002年ウィーン大学地球化学研究所のクリスチャン・キュバールが、この場所を地球上で認識された隕石クレーターの157番目とする証拠を示した。
アラバマ州の最北点は、州北西隅のローダーデール郡ウォータルーの町の北西約6マイル (10 km) にある。最南点はモービル郡ドーフィン島に近いサンド島である。最東点はジョージア州との州境、ラッセル郡のフォートミッチェルから南東8マイル (13 km) にある。最西点はミシシッピ州との州境の南から3分の1、チョクトー郡のメルヴィン町の近くにある。

### 気候
アラバマ州は温暖湿潤気候にあり、ケッペンの気候区分では Cfa である。年間平均気温は64°F (18 ℃) である。南部のメキシコ湾に近付くと温暖になり、北部、特に北東部のアパラチア山脈は幾分冷涼である。概して夏は大変暑く、冬は温暖で、年間を通して雨量が多い。年間平均雨量は56インチ (1,400 mm) あり、南部では植物生育適応日が300日もある。

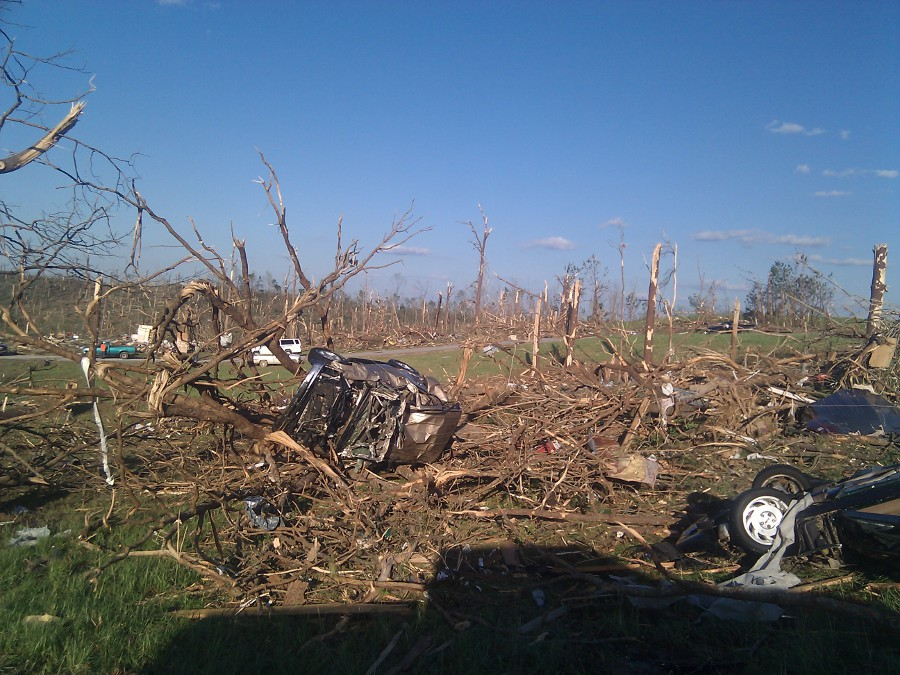
2011年4月27日に起きた州全体の竜巻被害の後、フィル・キャンベルの惨状

夏は国内でも最も暑い方の州であり、場所によって平均最高気温は90°F (32 ℃) を超える。熱帯低気圧やハリケーンの影響も受けやすい。メキシコ湾から遠い地域は嵐の影響がそれほどでもないが、上陸して弱くなっていく間に大量の雨を降らせることがある。
南部では多くの雷雨が発生している。モービル湾周辺のメキシコ湾では年間70ないし80日に雷雨が発生している。北部ではいくらか少なくなるが、最北部でも年間約60日の雷雨が記録されることがある。時には落雷や大きな雹を降らせることがある。州中部と北部はこの種の嵐が起きやすい。落雷による死者数では国内第7位、人口当たりの落雷死者数では第9位である。
1950年1月1日から2006年10月31日までの国立気象データセンターによる統計では、改良藤田スケールEF5の竜巻発生数で、カンザス州と共に国内最大である。長い距離を移動したF5クラスの竜巻によって被った死者の数では国内最大であり、竜巻道に入る面積が広いテキサス州をも超えている。1974年4月や2011年4月25日から28日の竜巻大発生のときは莫大な被害を受けた。2011年4月の場合は累計で62個が発生し、州内の竜巻発生数として最大を記録した。

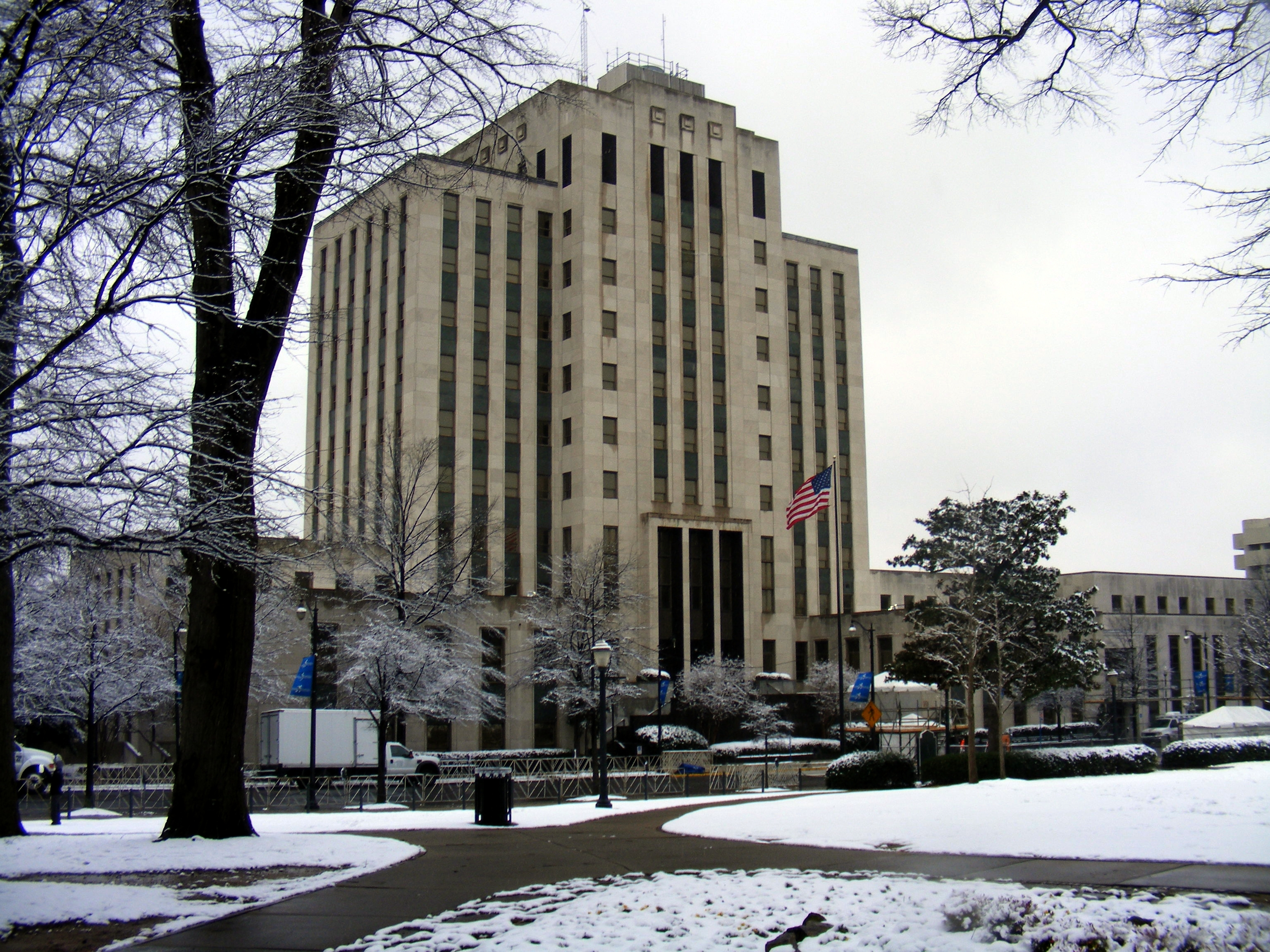
バーミングハム市役所の外に降った雪、2010年2月

竜巻の多い季節は北部と南部で異なっている。春が一番被害を受けやすい季節であり、2番目に11月、12月が竜巻のシーズンになっていることでは、世界でも数少ない地域の1つである。テネシー川流域にある北部は、国内でも最も激しい竜巻被害を受ける地域である。アラバマ州とミシシッピ州のこの地域はディキシー・アリーとも呼ばれることがあり、南部平原の竜巻道とは区別されている。
冬季は他の南東部州と同様温暖であり、1月の平均最低気温はモービル市で40°F (4 ℃) 周辺、バーミングハム市では32°F (0 ℃) 程度である。州内の大半で降雪は希だが、モンゴメリー市の北では毎冬にわか雪があり、数年に一度はそこそこの降雪がある。これまでに1963年大晦日と1993年に大雪があった。バーミングハム市の年間平均降雪量は2インチ (5 cm) である。南部のメキシコ湾岸では希であり、数年間も降雪が無いことがある。
州内の過去最高気温は1925年9月5日に未編入自治体のセンタービルで記録された112°F (44 ℃)、過去最低気温は1966年1月30日にニューマーケットで記録された-27°F (-33 ℃) である。

### 植物相と動物相

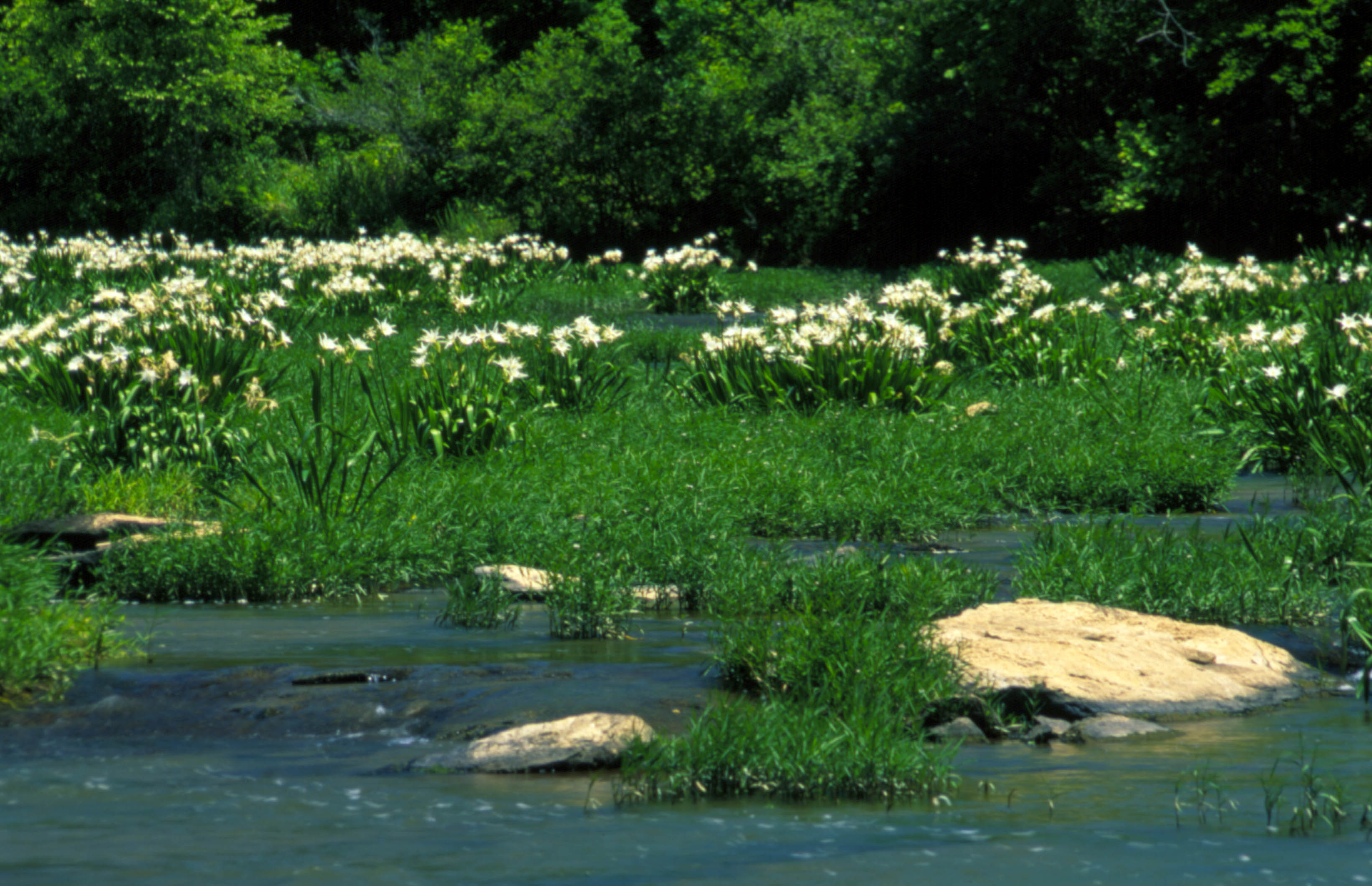
カハバユリ (Hymenocallis coronaria) 、カハバ川、カハバ川国立野生生物保護区

州内には様々な植物相と動物相が見られる。これは北のテネシー川流域、アパラチア高原とリッジ・アンド・バレー・アパラチアン区、中央部のピードモント台地、ケーンブレイクとブラックベルト、南のメキシコ湾岸平原と海岸というように多様な地形があることが大きく寄与している。生物多様性の幅では国内トップクラスである。
州内にはかつては松林が広大に広がっていた。現在でも州内のかなりの森林を形成している。植物相の多様さでは国内第5位に位置づけられている。シダ植物と種子植物の種は4,000種近くに及んでいる。
哺乳類の原生種は62種が生息している。爬虫類は93種、両生類は73種、淡水魚は307種、少なくとも一年間の一部を州内で過ごす鳥類は420種いる。無脊椎動物では、甲殻類83種、軟体動物383種がいる。軟体動物のうち113種は州外では見られない州固有種である。

## 都市

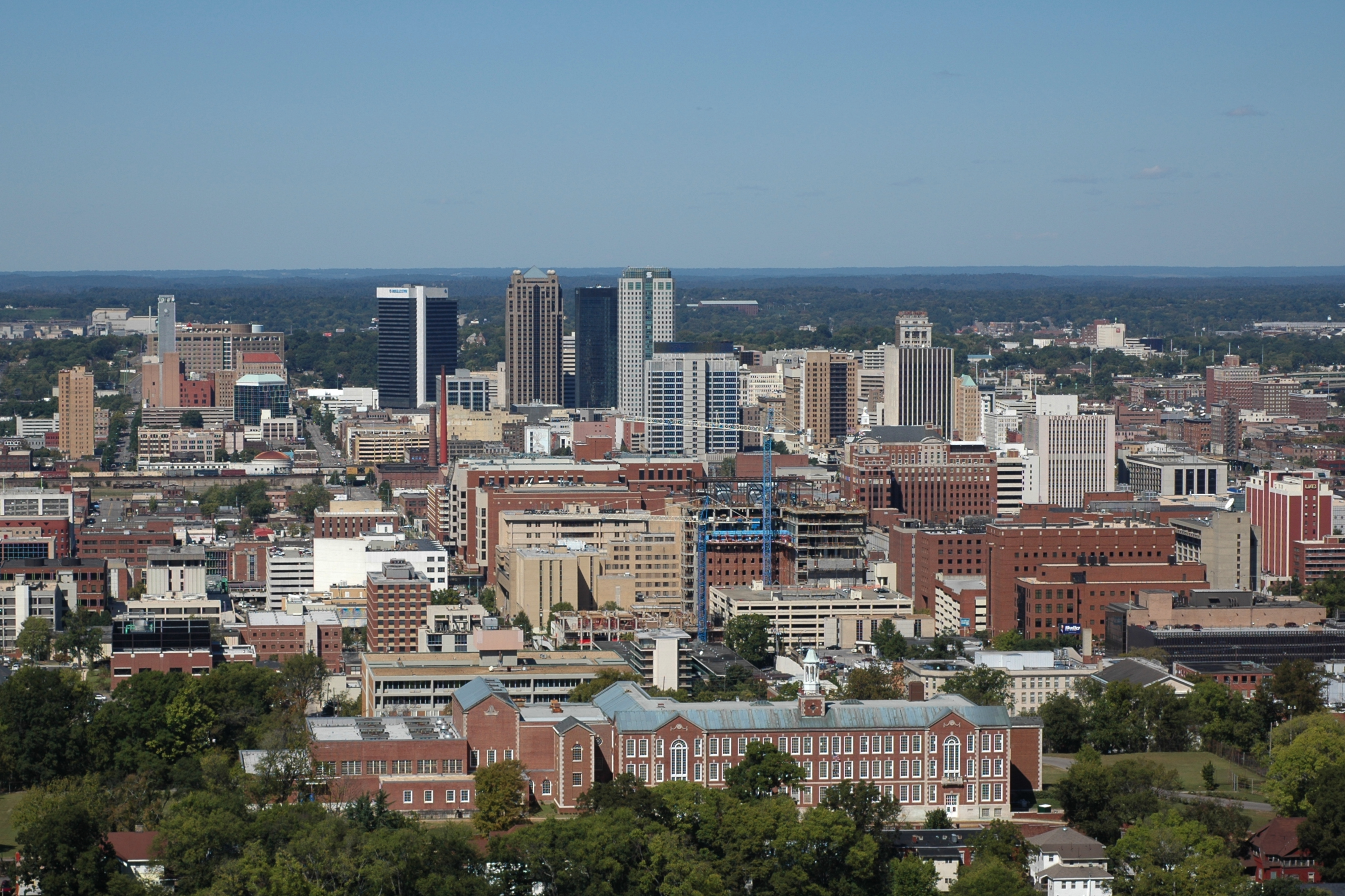
バーミングハム、最大都市、最大都市圏

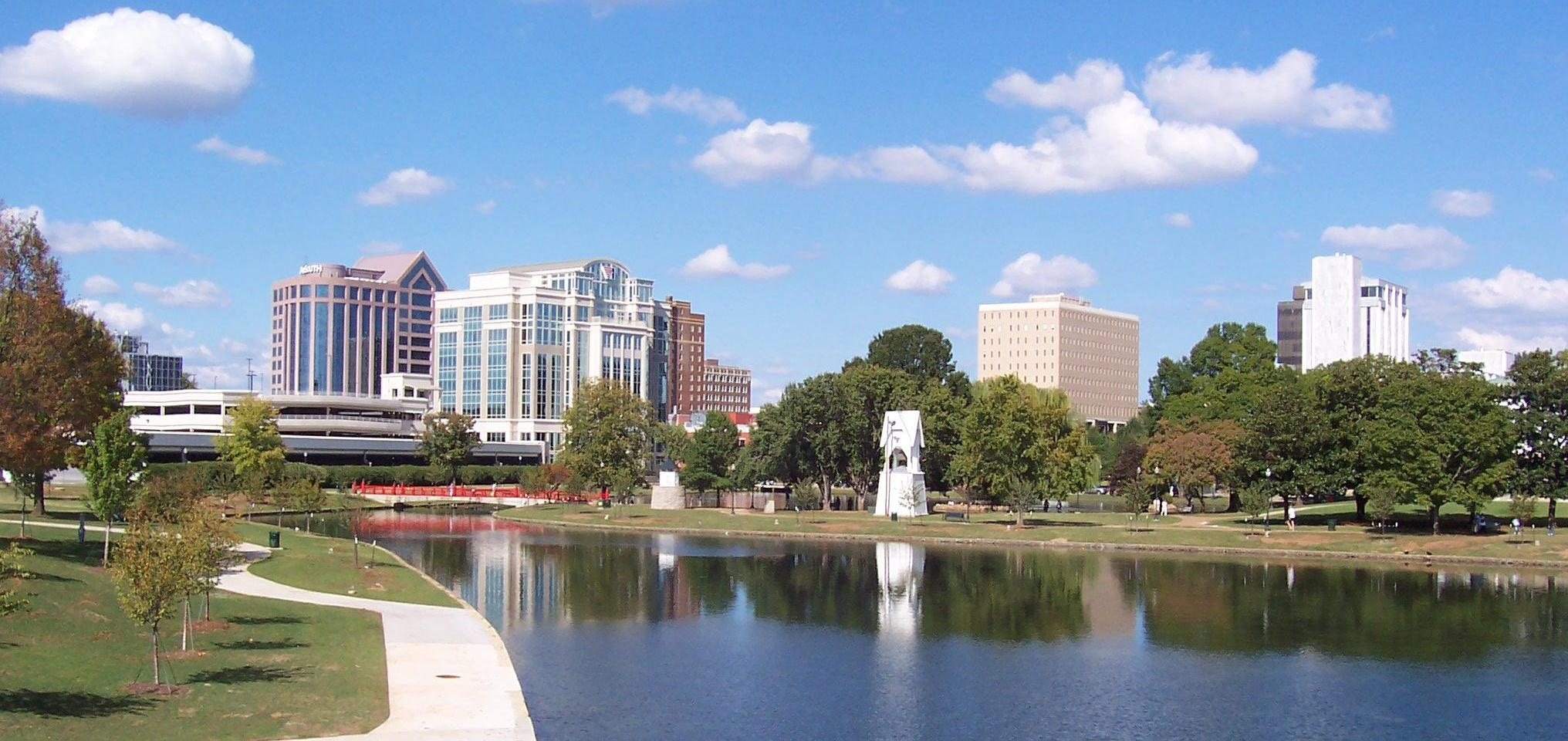
ハンツビル、第2の都市圏

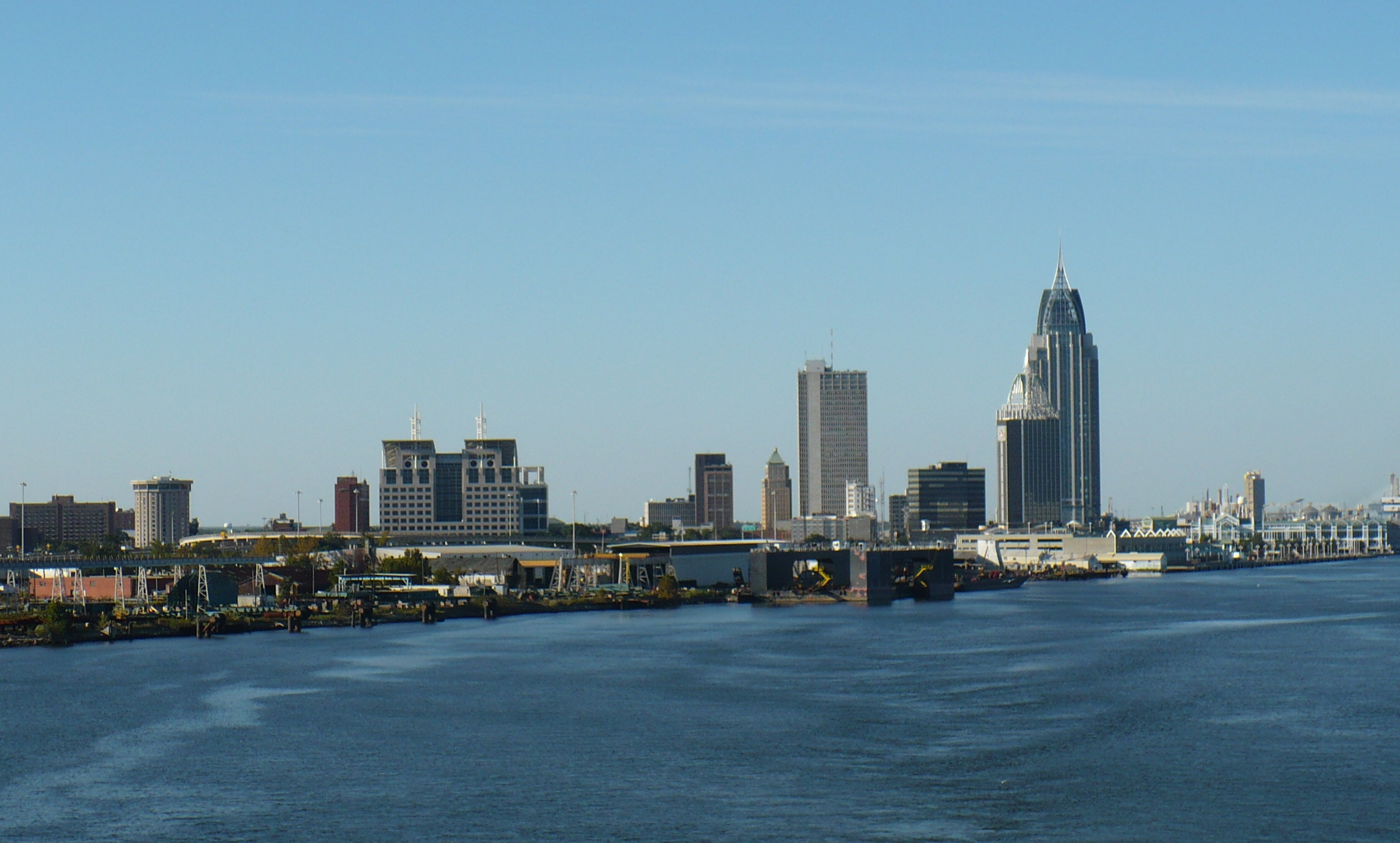
モービル、第3の都市圏

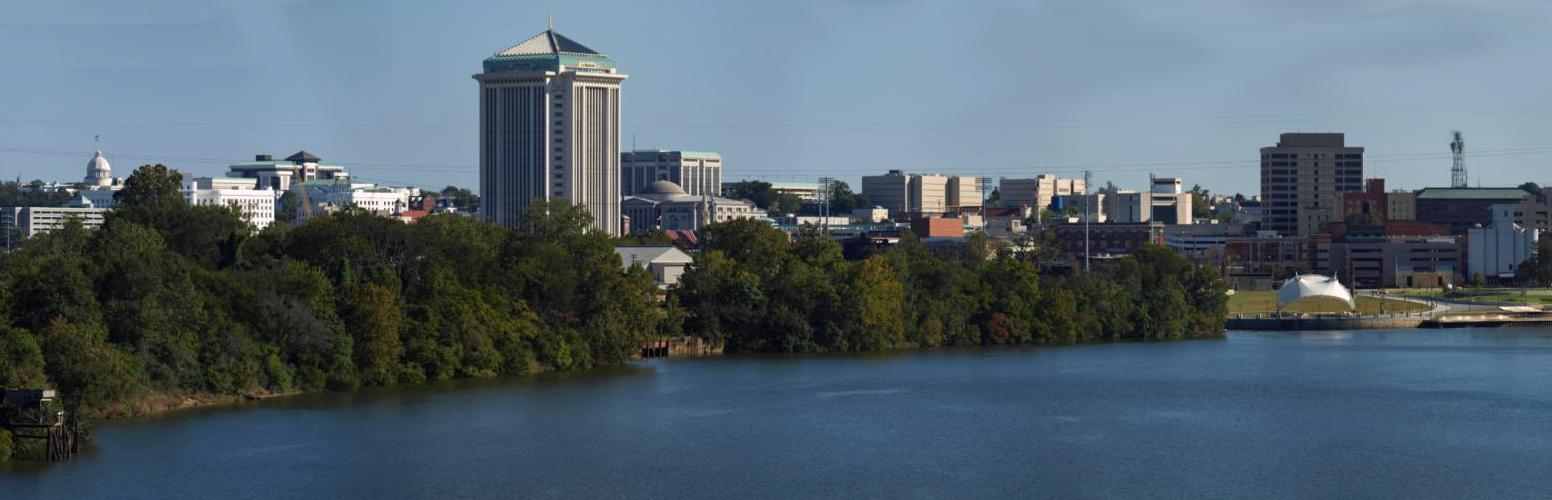
モンゴメリー、第4の都市圏

| 順位 | 都市圏                           | 人口（2020年） |
| ---- | -------------------------------- | -------------- |
| 1    | バーミングハム・フーバー         | 1,115,289      |
| 2    | ハンツビル                       | 491,723        |
| 3    | モービル                         | 430,197        |
| 4    | モンゴメリー                     | 386,047        |
| 5    | タスカルーサ                     | 268,674        |
| 6    | ダフネ・フェアホープ・フォリー   | 231,767        |
| 7    | オーバーン・オーペライカ         | 174,241        |
| 8    | ディケーター                     | 156,494        |
| 9    | ドーサン                         | 151,007        |
| 10   | フローレンス・マッスルショールズ | 150,791        |
| 11   | アニストン・オックスフォード     | 116,441        |
| 12   | ガズデン                         | 103,436        |

| 順位 | 都市               | 人口（2020年） | 郡                            |
| ---- | ------------------ | -------------- | ----------------------------- |
| 1    | ハンツビル         | 215,006        | マディソン郡 ライムストーン郡 |
| 2    | バーミングハム     | 200,733        | ジェファーソン郡              |
| 3    | モンゴメリー       | 200,603        | モンゴメリー郡                |
| 4    | モービル           | 187,041        | モービル郡                    |
| 5    | タスカルーサ       | 99,600         | タスカルーサ郡                |
| 6    | フーバー           | 92,606         | ジェファーソン郡 シェルビー郡 |
| 7    | オーバーン         | 76,143         | リー郡                        |
| 8    | ドーサン           | 71,072         | ヒューストン郡                |
| 9    | ディケーター       | 57,938         | モーガン郡 ライムストーン郡   |
| 10   | マディソン         | 56,933         | マディソン郡 ライムストーン郡 |
| 11   | フローレンス       | 40,184         | ローダーデール郡              |
| 12   | ベスタビアヒルズ   | 39,102         | ジェファーソン郡              |
| 13   | フェニックスシティ | 38,816         | ラッセル郡                    |
| 14   | プラットビル       | 37,781         | オートーガ郡                  |
| 15   | ガズデン           | 33,945         | エトワ郡                      |

## 人口動勢
2020年の国勢調査時点でのアラバマ州の人口は5,024,279人で、2010年国勢調査からは244,543人、4.87%の増加となっていた。
アラバマ州の人口重心はチルトン郡ジェミソンの町郊外となっている。

### 人種および祖先
この州の人種別構成比および前の国勢調査との比較：
| 人種                   | 国勢調査年 | 国勢調査年 | 国勢調査年 |
| 人種                   | 2010年     | 2000年     | 1990年     |
| ---------------------- | ---------- | ---------- | ---------- |
| 白人                   | 68.5%      | 71.1%      | 73.6%      |
| アフリカ系アメリカ人   | 26.2%      | 26.0%      | 25.3%      |
| アジア人               | 1.1%       | 0.7%       | 0.5%       |
| インディアン           | 0.6%       | 0.5%       | 0.4%       |
| その他                 | 2.0%       | 0.7%       | 0.1%       |
| 混血                   | 1.5%       | 1.0%       | *          |
|                        |            |            |            |
| 白人、ヒスパニック以外 | 67.0%      | 70.3%      | 73.3%      |
| ヒスパニック‡          | 3.9%       | 1.7%       | 0.6%       |

ノート：
* 有効でない；混血は2000年の国勢調査で初めて報告された。
‡ ヒスパニックの数字は他の人種と重複して集計されている。
2011年時点で州内1歳未満人口の46.6%は少数民族に属している。
アラバマ州内で2000年に申告された祖先による構成比は以下の通りだった：アフリカ系 (26.2%)、イングランド系(23.6%)、アイルランド系 (7.7%)、ドイツ系(5.7%)、およびスコットランド系アイルランド人 (2.0%)。人口統計学者は、州民の20ないし23%はイングランド系の祖先を持つ者であり、この数字は実際にはもっと高くなると考えている。1980年の国勢調査で、総人口の41%がイングランド系と申告し、当時は最大の民族集団だった。
さらにスコットランド系アイルランド人の割合は自己申告よりも高いものとされている。スコットランド系アイルランド人という言葉はスコットランドにルーツを持つ人々に使われていたので、多くの人々はアイルランド系と回答している。
1984年、デイビス・ストロング法の下で、州議会はアラバマ・インディアン管理委員会を設立し、7部族を公式に認定した。現在ではこれが9部族に拡大された。

### 宗教
アラバマ州の主要な宗教：
- キリスト教 – 92%
  - プロテスタント – 79%
    - バプテスト – 49%
    - メソジスト – 10%
    - 長老派教会 – 3%
    - 米国聖公会 – 2%
    - チャーチ・オブ・ゴッド – 2%
    - キリスト連合教会 – 2%
    - ペンテコステ運動 – 2%
    - ルーテル教会 – 2%
    - 他のプロテスタント – 7%

  - カトリック教会 – 13%
- 他の宗教 – 1%
- 無宗教 – 7%

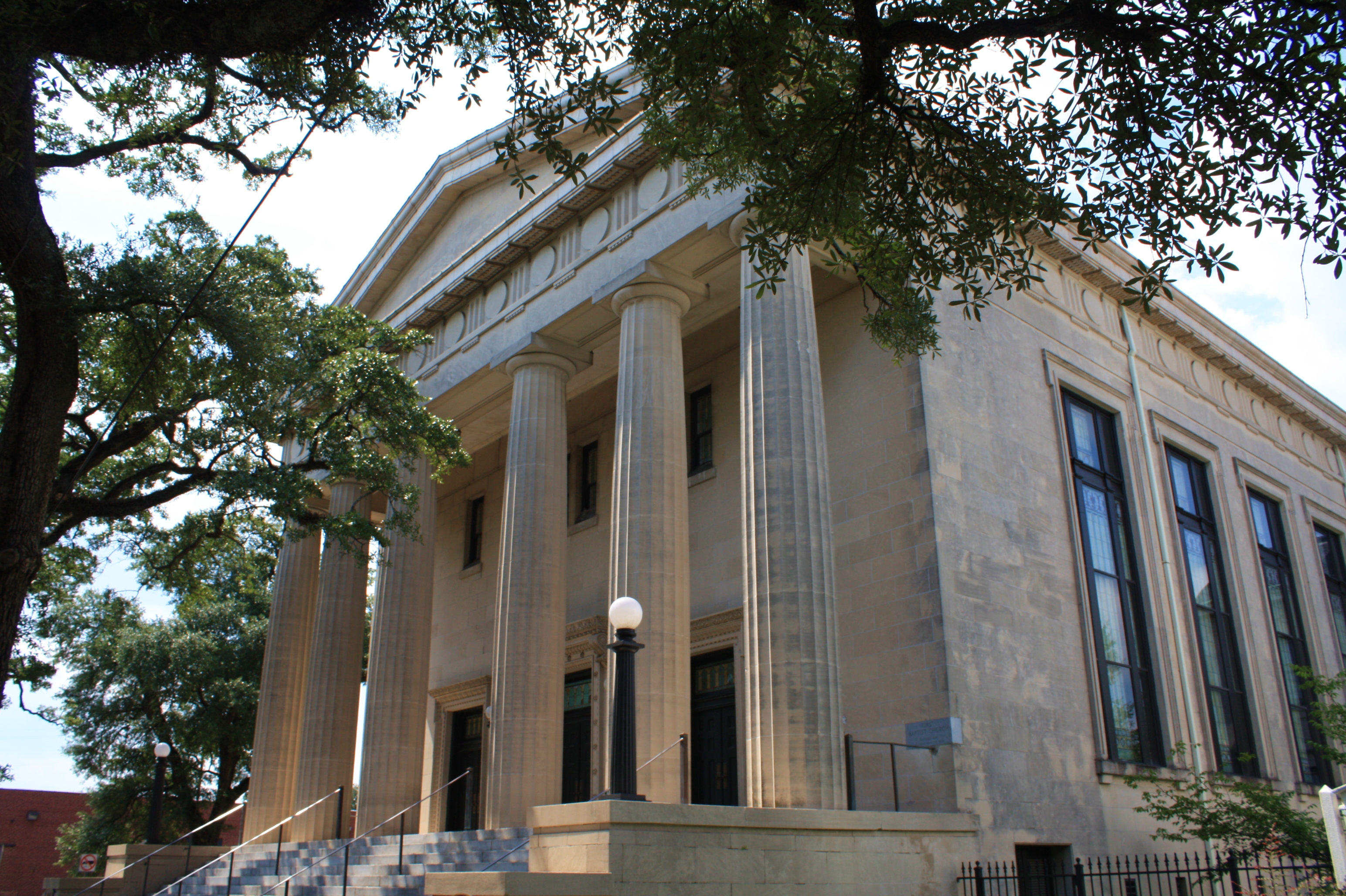
第一バプテスト教会、モービル市、1835年建設

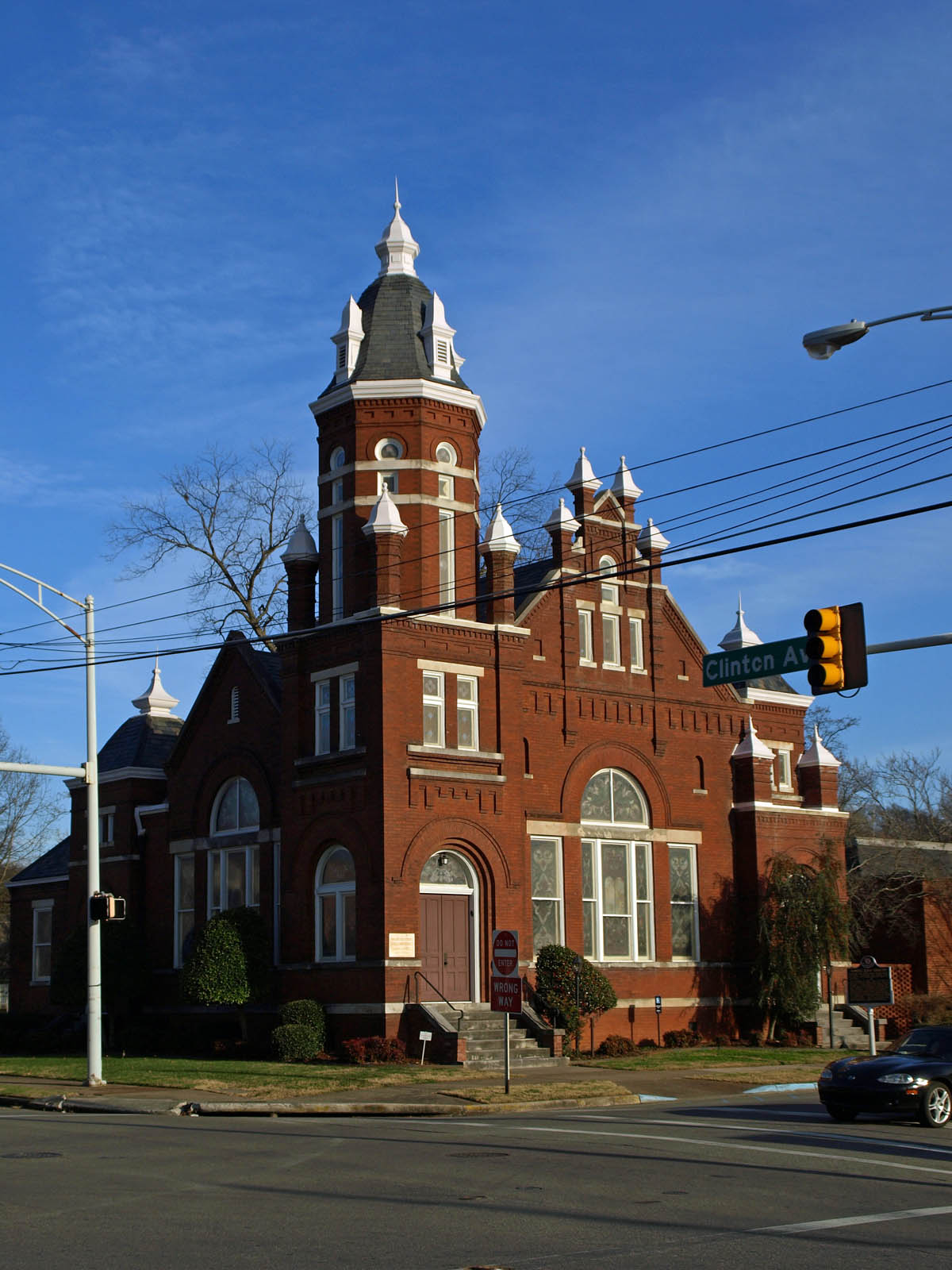
ブナイ・ショローム寺院、ハンツビル市。1876年建設の州内最古かつ現在も使用されているシナゴーグ

アラバマ州はキリスト教徒の多いバイブル・ベルトの中央にある。州民の約58%が定期的に教会に通っており、国内でも最大級に信仰心の篤い州とされてきた。州民の大半はプロテスタントである。2000年時点で信徒の多い会派は、福音主義プロテスタント、メインライン・プロテスタント、カトリック教会である。
信徒数は少ないが、ユダヤ教、イスラム教、ヒンドゥー教、仏教、シク教およびバハイ教など多くの宗教が信仰されている。ユダヤ教はモービル植民地時代の1763年からアラバマで信仰されている。最古の会派はモービルのシャアライ・ショメイム会派である。1844年1月25日には州議会によって認定された。イスラム教は2011年までに州内に31のモスクが建設され、増加しつつある。ヒンドゥー教もバーミングハム市のシュリ・スワミナラヤン・マンディールなど多くの寺院がある。仏教徒のために6か所のダーマ・センターが州内各所にある。仏教の修道寺院はモービル郡南部のバイユーラバトル近くに集中している。この地域にはインドシナ戦争の結果1970年代にカンボジア、ラオス、ベトナムから難民が多く流入した。

### 健康
アメリカ疾病予防管理センターによる2008年の研究では、アラバマ州の肥満が問題にされており、大半の郡が成人の肥満率29%以上、10の郡が26%から29%の間になった。他に肥満を指摘された5州と同様、州民は余暇に運動する者の比率が低かった。糖尿病の発症率が成人の10%を超えており、南東部州と共に国内最大クラスである。
2017年には、先進国では珍しい鉤虫症が流行したことから、ニューズウィークに州内の貧困と関連付けて報道されたことがある。

## インディアン部族

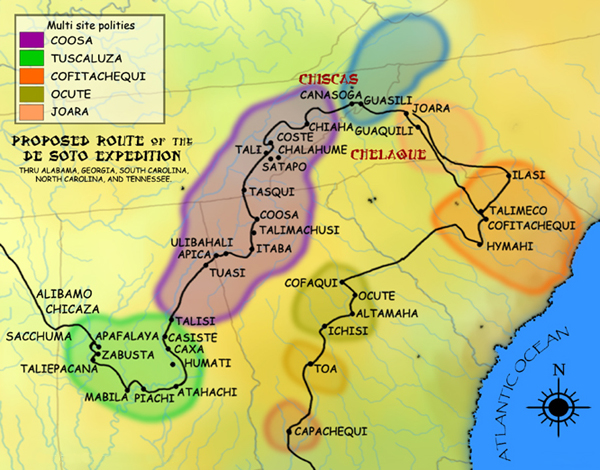
エルナンド・デ・ソトが遠征した16世紀ごろのインディアン集落。緑色の領域が現在のアラバマ州

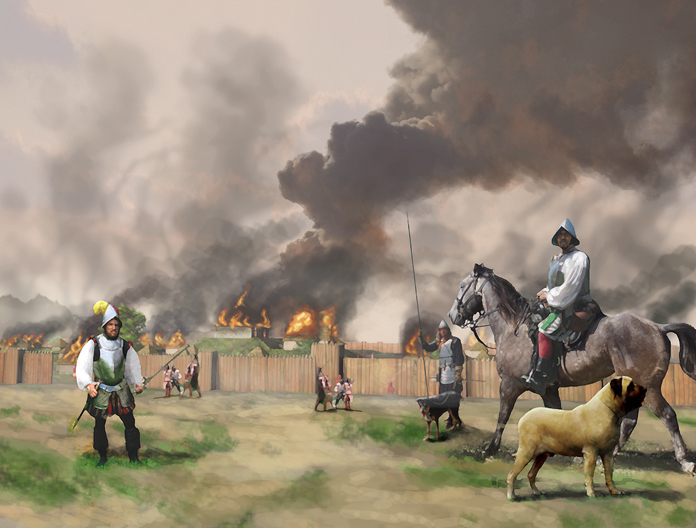
マビラの砦を焼き払い、インディアンを虐殺するソトの軍隊

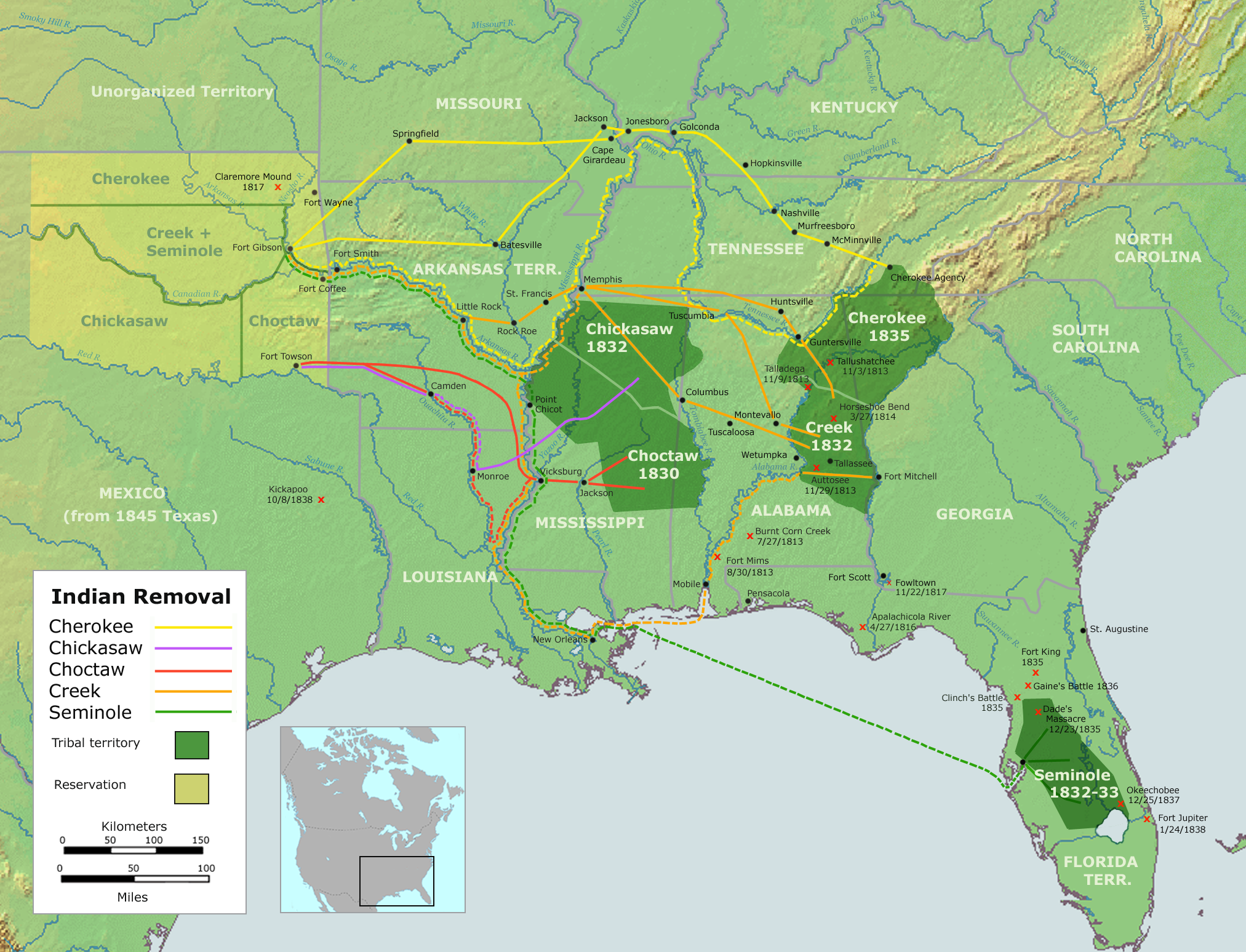
1832年の、クリーク族のオクラホマへの強制移住「涙の道」の経路（橙色の実線）。陸軍によって大陸の徒歩横断を強制され、数千人に上る途上死者を生んだ。

ポアーチ・クリークインディアンの保留地は、エスキャンビア郡のアトモア（赤い部分）内にある

アラバマ族、アパラチー族、アタシ族、アパラチコーラ族、チャトト族、チェロキー族、チカソー族、チョクトー族、ムスコギー・クリーク族連合（ユーファウラ族、ファス・ハッチー族、ヒリビ族、カン・ハッチ族、ケアレジ族、コロミ族、アビーカ族、オクチャイ族、パカナ族、ツカバーチー族、ワコカイ族、ウィウォーカ族）、ヒッチチ族、コウシャッタ族、モービル族、ムクラサ族、ナポチ族、ナチェス族、オクムルギー族、オソチ族、パウォクチ族、ピルスラコ族、サウォクリ族、ショーニー族、タエンサ族、トホメ族、タスケギー族、ヤマシー族、ユチ族など、アラバマ州には多数のインディアン部族が先住した。そのほとんどが農耕民族である。
アメリカ連邦政府が公式認定し、現在も連邦条約を基にした保留地（Reservation）を領有している部族は「クリーク族・ポアーチ・バンド」のひとつだけである。
16世紀にフロリダから上陸したスペイン人のエルナンド・デ・ソトは、自らを「不死の太陽王」と名乗って軍勢を率いて南東部各地でインディアン部族を虐殺した。ソトはこの地にも現れ、1540年にはクリーク族の近縁部族であるモービル族の村の「マビラ砦」を襲い、「マビラの虐殺」と呼ばれる大虐殺を行った。「クリーク族連合」の多数の支族は、ソトの記録に基づくものが多い。
クリーク族（ムスコギー連合）は、人種隔離論を掲げたアンドリュー・ジャクソン大統領の民族浄化政策である1830年の「インディアン移住法」の影響を、最も大きく受けた部族のひとつである。アラバマおよび周辺地帯は肥沃な土地を有し、古くから白人入植者に収奪されてきた。
1831年に、クリーク族の酋長が連邦政府に「1500人を超える白人入植者が、われわれクリーク族の土地に勝手に農場を作っている」と告訴した。これに対する連邦政府の答えは、「西の土地（現在のオクラホマ州）に保留地を用意するから、そこに移住すればよい」というものだった。こうして部族の苦情は逆手に取られ、1832年には、なし崩し的にクリーク族の土地は条約で連邦へ譲渡されることとなり、アラバマのクリーク・ムスコギー連合部族はインディアン準州（現・オクラホマ）へ強制移住させられることとなった。米軍の監視のもと行われた徒歩による大陸横断移住では、数千人の途上死者を出す悲惨なものとなった。
この際、条約規定では、インディアン準州への移住を拒んだクリーク族はアラバマ州の保留地に残ることもできた。しかし、白人入植者は彼らの土地をあっという間にだまし盗ってしまった。記録されただけでも、「インディアンをウィスキーで酔いつぶれさせて売買契約書に署名させる」、「賄賂を用いて別のインディアン名義の土地権利書を作成し、そのインディアンの署名で売買契約を行う」、「公然と売買契約書を偽造する」、「土地売買での裁判に圧力干渉する」、といった手口が活用された。これは全米のインディアン部族に対して白人入植者が用いた常套手口であり、特に珍しいものでも同州に限ったものでもない。インディアンのほとんどは英語の読み書きができなかったから、売買契約書の偽造はまるでたやすいものだった。
こういった土地の略奪で処罰される白人はおらず、むしろこれらはインディアンを子供扱いし、「インディアンは消滅されるべき劣等民族である」と議会で演説したジャクソン大統領の姿勢に沿うものだった。1879年に合衆国最高裁判所が公式に「インディアンは人間である」と認めるまで、そもそもインディアンは人間扱いされていなかった。
この強制移住の際の、クリーク族の「まだらの蛇（Speckled Snake）」酋長が連合各部族に行った演説は非常に有名である。以下はその抜粋である。
兄弟たちよ、私は偉大なる父（アメリカ合衆国大統領）の話に何度も耳を傾けた。偉大なる父は赤い子供（インディアン）が好きだと言う。しかし、白人たちの言うことは、いつもこうだ。「もう少し向こうへ行ってくれ、お前たちは白人の近くに居過ぎるのだ」
こうして1853年には、アラバマ州でのクリーク族の土地保有者はほとんどいなくなり、クリーク族は絶滅したことにされた。なおも同州にとどまったインディアンのうち、「クリーク族・ポアーチ・バンド」は1950年代から70年代まで、部族指導者カルバン・マギーの音頭取りによって「感謝祭」の日にパウワウを開催して資金を募り、復活要求運動を高めた。こうしてついに同バンドは1984年にアメリカ連邦内務省インディアン管理局に再公認されて「復活」を果たした。
同州では多数の部族が19世紀に「絶滅部族」にされて保留地を失い、現在再認定を要求し係争中である。
| ≪アメリカ連邦政府が公式認定している部族≫ - 「クリーク族（ムスコギー族）・ポアーチ・バンド」 ≪アメリカ連邦政府は公認していないがアラバマ州政府が公認している部族・団体≫ - 「チェロクリーク相互部族インディアン」 - 「北東アラバマ・チェロキー族」 - 「エコタ・チェロキー族」 - 「マ＝チス・南クリーク族」 - 「チョクトー族・モワ・バンド」 - 「ピクア・ショーニー族」 - 「ムスコギー・クリーク族・ユファラ・星の氏族」 - 「アニ・ユン・ウィヤ・チェロキー連合」 | ≪アメリカ連邦政府もアラバマ州政府も公認していない部族・団体≫ - 「チェロキー族」 - 「アラバマ・チェロキー族」 - 「南東アラバマ・チェロキー族」 - 「チカマウガ・チェロキー族」 - 「チッカモギー・チェロキー族・ラングレー・バンド」 - 「自由チェロキー族・鷲と熊の氏族」 - 「フェニキアン・チェロキー族・セコイヤ・鷲の部族」 - 「南カンバーランド台地チッカマカ・バンド」 - 「ウルフクリーク族」 - 「チェロキー川インディアン共同体」 - 「クリーク族（ムスコギー連合）」 - 「ミシシッピ以東の主要なるクリークインディアン国家」 - 「コウェタ族・クリーク族」 |

### インディアン・カジノ
現在のところ、クリーク族のみが「インディアン・カジノ」を開設している。郡によってカジノや賭博の規定は違うが、アラバマ州自体はインディアン・カジノに反対の立場をとっており、州公認部族はカジノを開設できない。
ポアーチ・クリーク族は、部族が経営するカジノにスロットマシンとテーブル・ゲームの増加を予定している。トロイ・キング州司法長官は米国内務省に対し、2008年4月にモービルの連邦裁判所にポアーチ・クリーク族のカジノ事業拡大の禁止を求めた訴訟を起こした。キング司法長官は、「近頃の内務省は、アラバマの（インディアン以外の）人々の権利の尊重というものを無視しているのではないのか」と不満を述べている。
≪アラバマ州のインディアン・カジノと経営部族≫
- クリーク族（ムスコギー族）・ポアーチ・バンド
  - 「風のクリーク・カジノ&ホテル」
  - 「クリーク・カジノ」
  - 「タラポーサ・カジノ」
  - 「川岸のカジノ」

## 政治と法律

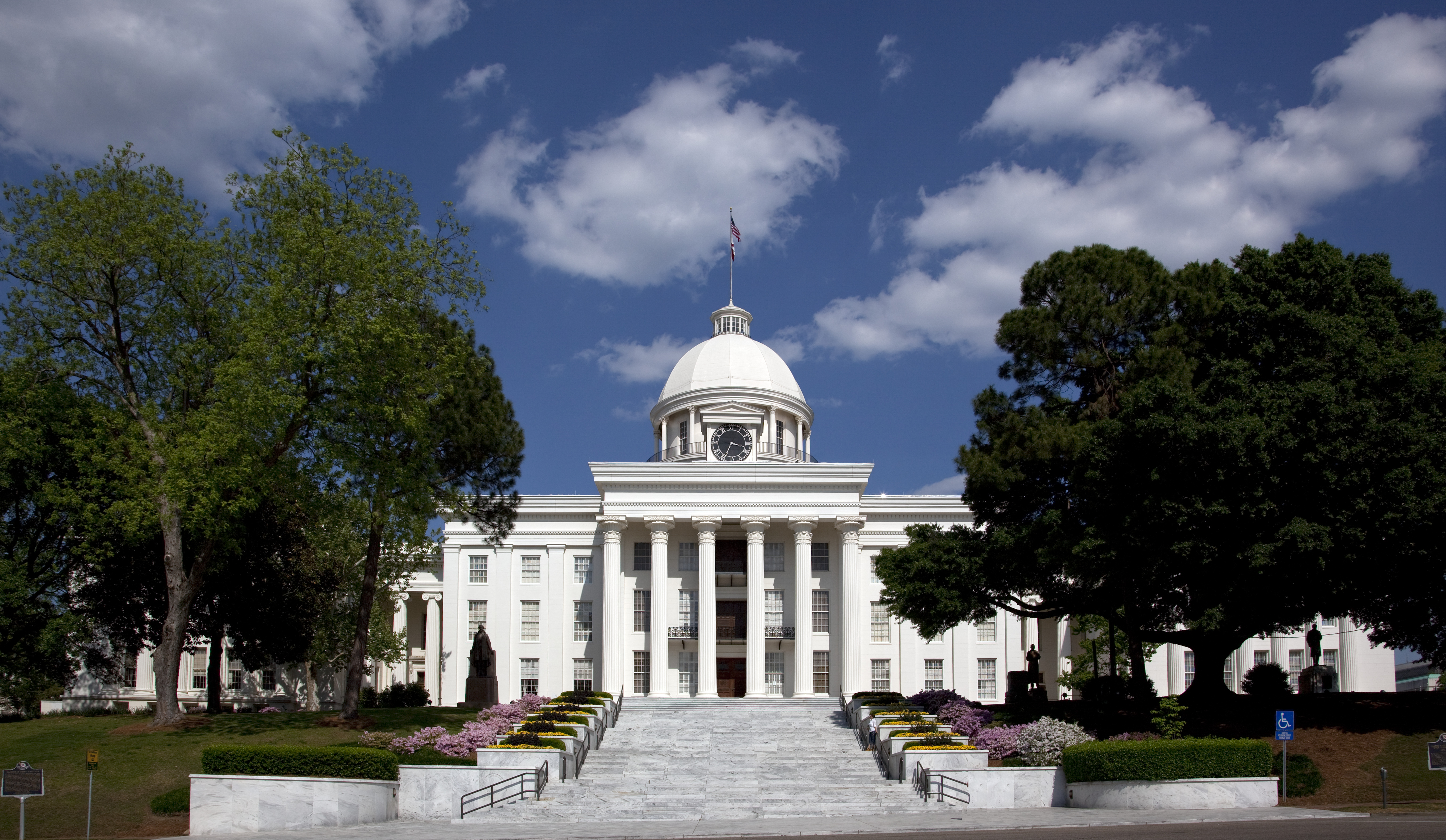
アラバマ州会議事堂、モンゴメリー市、1851年完工

### アラバマ州政府
アラバマ州の基礎となる文書はアラバマ州憲法であり、1901年に批准された。約800の修正と31万語からなるこの憲法は世界最長の憲法であり、アメリカ合衆国憲法のおよそ40倍の長さがある。この憲法を書き換え近代化する動きが続けられてきた。その根拠は、アラバマ州憲法がモンゴメリー市に中央権力を集中させており、地方には政治的権限が無いという事実である。州に関わる政策変更の提案はアラバマ州議会とさらに州全体の住民投票によって承認されなければならない。現憲法に対する批判の1つは、憲法の複雑さと長さによって人種差別を意図するように組まれているというものである。

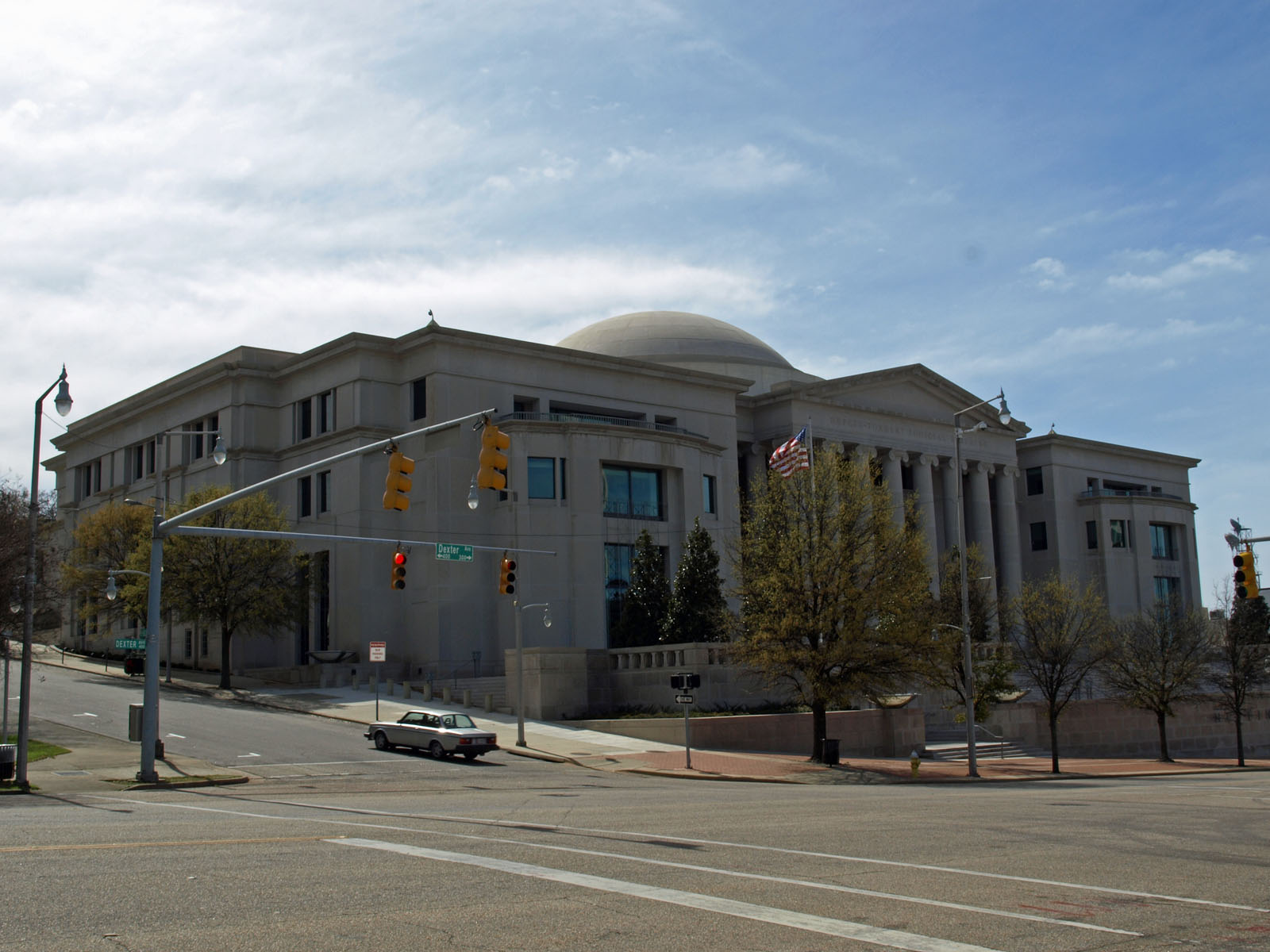
モンゴメリー市にあるアラバマ州司法ビル、アラバマ州最高裁判所、アラバマ州民事控訴裁判所、アラバマ州刑事控訴裁判所が入っている

アラバマ州政府は連邦政府や他州と同様、三権分立の形を採っている。立法府がアラバマ州議会であり、105人の議員からなるアラバマ州代議院（下院）と35人の議員からなるアラバマ州元老院（上院）の両院制である。議会は州法を起案し、議論し、成立あるいは廃案にする責任がある。現在、共和党が両院の多数を握っている。議会は、州知事が拒否権を発動した場合も、絶対多数で覆す権限を持っており、これは他州で3分の2の賛成を必要とするのと異なっている。
行政府は法の執行と監視の責任がある。行政府の長がアラバマ州知事である。知事の内閣を構成するのは、検事総長、州務長官、財務官、監査官である。
司法府はアラバマ州憲法を解釈し、州内の刑事事件と民事事件に適用する責任がある。最高機関がアラバマ州最高裁判所である。その長官は共和党員のチャック・マローンである。現在最高裁判所判事は全て共和党員で占められている。
4年毎の11月に選挙が行われ、州議会議員は選出後直ちに就任する。知事、副知事、検事総長など州憲法に定められる州全体の役人は、翌年1月に就任する。

### 移民法
アラバマ州の移民法は、厳しいことで知られ、公立学校の生徒は不法移民でないかどうか審査を受けることが必須とされている。2011年9月の法改正では、自動車のドライバーが州の運転免許証、外国人であれば出身国が発行した自動車運転免許証を携帯することが義務づけられ、違反者は警察が拘束することも可能となった。

### 州法
所得税は税率2%、4%、5%の3段階で累進課税方式を採っている。納税者は州税から連邦政府の所得税を控除することを認められ、基礎控除を行っている場合もそれが許される。個別控除を申告した納税者は連邦政府の社会保障費とメディケア税も控除できる。
消費税率は4%である。都市や郡も消費税を徴収するので、実際にはさらに高い率になる。例えばモービル市では合計10%となり、さらにレストランでは1%が加算される。消費税と使用税で州と地方政府の税収の51%を集めており、国内平均の36%と比べて高い割合である。食品や医薬品にも課税することでは数少ない州の1つである。低所得者に対する所得税も国内では高い方である。例えば4人家族で収入が4,600米ドルの場合でも所得税を課しており、全国的な貧困線と比べれば4分の1の水準である。アラバマ州の所得税限界値は他の41州とコロンビア特別区よりも低くなっている。
法人の所得税率は6.5%である。連邦、州、地方政府の税を合わせた場合、国内では2番目に税負担の少ない州になっている。資産税も国内最少である。資産税を上げる場合は、州憲法によって州民投票の承認を必要としている。
アラバマ州の税体系は消費に大きく依存しているので、変動要素の大きい予算を組むことになる。例えば2003年の州会計は6億7,000万米ドルの歳入不足に陥った。

### 地方政府と郡政府

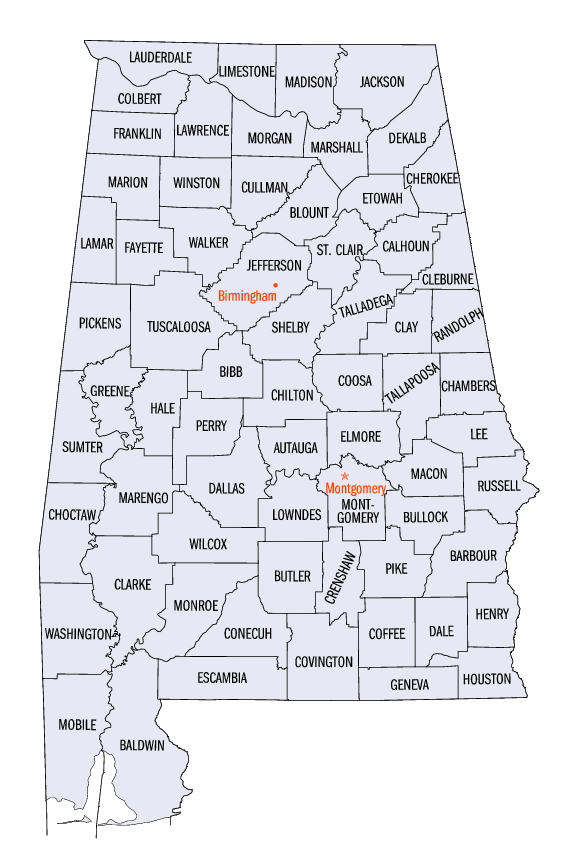
アラバマ州の郡配置図

州内には67郡がある。各郡は通常郡政委員会と呼ばれる立法府があり、委員は選挙で選ばれている。また通常は行政権限者もいる。アラバマ州憲法による規制が強いために、7郡を除いてはほとんどと言って良いほど自治にはなっていない。その代わりに、大半の郡は州議会の地方議会委員会にロビー活動を行い、例えば廃棄物処理の利用土地区分など単純な地方政策を得る必要がある。
2011年11月9日、ジェファーソン郡が破産を宣言した。
アラバマ州はアルコール飲料を統制する州である。州政府はアルコール飲料販売を独占している。しかし、郡は独自にドライ（禁酒郡）を宣言できる。州はそのような地域でアルコール飲料を販売していない。
| 人口順位 | 郡名             | 人口（2020年） | 郡庁所在地     | 最大都市                      |
| -------- | ---------------- | -------------- | -------------- | ----------------------------- |
| 1        | ジェファーソン郡 | 674,721        | バーミングハム | バーミングハム                |
| 2        | モービル郡       | 414,809        | モービル       | モービル                      |
| 3        | マディソン郡     | 388,153        | ハンツビル     | ハンツビル                    |
| 4        | ボールドウィン郡 | 231,767        | ベイミネット   | ダフネ                        |
| 5        | モンゴメリー郡   | 228,954        | モンゴメリー   | モンゴメリー                  |
| 6        | タスカルーサ郡   | 227,036        | タスカルーサ   | タスカルーサ                  |
| 7        | シェルビー郡     | 223,024        | コロンビアナ   | フーバー（部分） アラバスター |
| 8        | リー郡           | 174,241        | オーペライカ   | オーバーン                    |
| 9        | モーガン郡       | 123,421        | ディケーター   | ディケーター                  |
| 10       | カルフーン郡     | 116,441        | アニストン     | アニストン                    |

### 政治

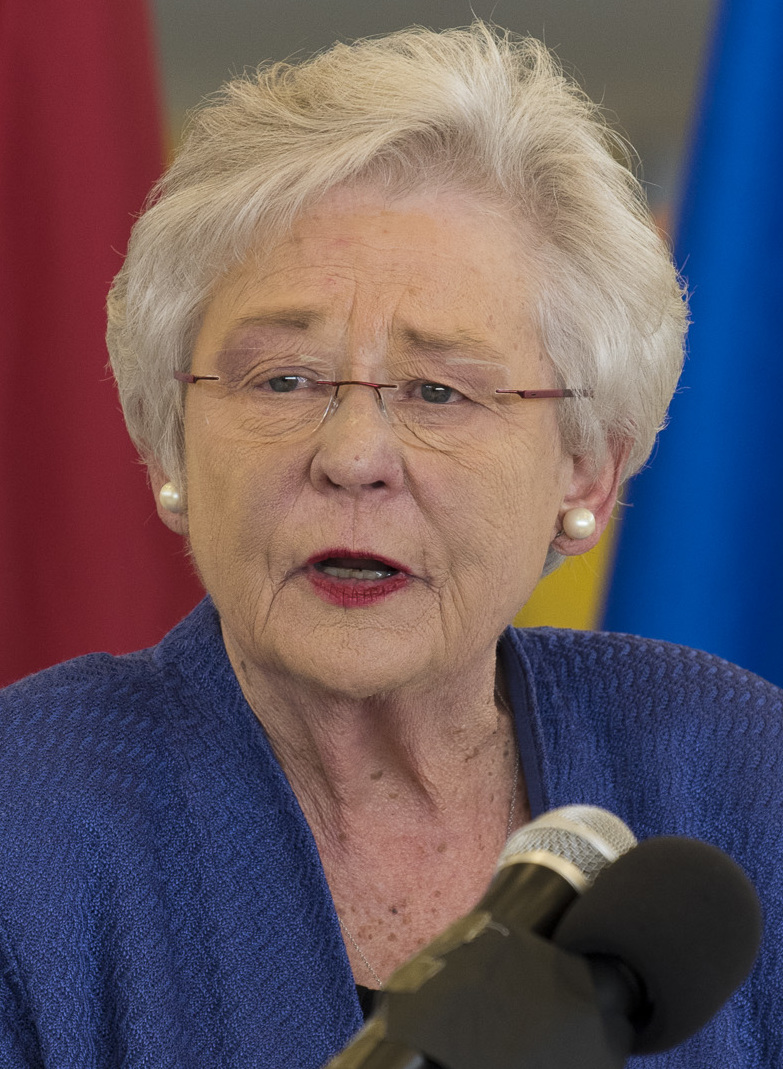
ケイ・アイヴィー

現職知事は2017年4月10日より共和党のケイ・アイヴィーである。元々はロバート・J・ベントリー知事のもとで副知事を務めていたが、ベントリーが不祥事のため任期途中で辞任を表明し、副知事だったアイヴィーが昇格した。
南北戦争に続くレコンストラクション時代、アラバマ州はジョン・ポープ将軍の指揮する第3軍管区の北軍に占領された。1874年、リディーマーと呼ばれた政治連衡がアフリカ系アメリカ人の選挙権を抑制したこともあって、共和党から州政府の支配を取り戻した。
1890年以後、白人の連衡により黒人の差別と選挙権剥奪のために法を成立させ、1901年憲法で完成させた。アフリカ系アメリカ人の選挙権を奪う規定は白人低所得層からも同様に選挙権を奪った。1941年までに黒人（52万人）よりも多くの白人（60万人）が選挙権を奪われるようになった。ただし、その影響度は黒人の方が大きく、ほとんど全ての州民が選挙権を奪われていた。
1901年から1960年代までの間、州内の人口が増えたり、州内で人口の移動があったとしても、選挙区の線引きを変えなかった。その結果、少数の人口しか居ない田園部の代表が州の政治を支配することとなり、これは1972年に一連の訴訟で選挙区割りを変えさせるまで続いた。
アラバマ州の政治は1950年代から1960年代の公民権運動時代に、当時の多数派を占めた白人が官僚的にかつ暴力的に選挙改革と社会改革のための抗議に抵抗したとき、全国と国際社会の注目を集めた。民主党員のジョージ・ウォレスは州知事を4期務めていたが、論争の多い人物だった。連邦政府によって1964年の公民権法と1965年の選挙権法が成立してやっと、アフリカ系アメリカ人は公民権を、特に選挙権を獲得できた。
2007年、アラバマ州議会は奴隷制度とそれが引き摺った影響について「心からの遺憾」を表明する決議を行い、共和党員の州知事ボブ・ライリーがこれに署名した。この象徴的な儀式において、この法案はアメリカ連合国の議会でもあったアラバマ州会議事堂で署名された。
2010年の選挙で、共和党が州議会両院の多数を勝ち取ったが、これは136年振りのことだった。

### 選挙

#### 州全体の選挙
過去のアフリカ系アメリカ人からの選挙権剥奪により、アラバマ州は「ソリッドサウス」の一員になり、民主党が実質的に唯一の政党になった。100年近くの間、地方と州の選挙は実質的に民主党の予備選挙によって決められ、共和党は形のみ一般選挙に出馬するだけだった。
現在はアラバマ州最高裁判所判事9人を全て共和党が占めており、控訴裁判所判事10人でも同様である。1994年まで、これら判事に共和党員は居なかった。この変化は、民主党が1994年に有権者から再び選挙権を奪おうとしていると認識もあって、始まってきた。一般選挙では当時現職の最高裁判所長官アーネスト・C・ホーンズビーが、約3,000票差で共和党員のペリー・O・フーパー・シニアに敗北した後で、辞任を拒否した。ホーンズビーはアラバマ州を訴え、1年間近く職に留まったが、裁判に敗れたあとは諦めた。このことで、その後の3回ないし4回の選挙では民主党に対する支持が崩壊した。最高裁判所と控訴裁判所判事19の職のうち最後の一つを失ったのが2011年8月となった。
共和党は選挙で選ばれる州行政府の役人7人も独占している。州教育委員会では、8人の委員のうち6人を占めている。2010年、共和党は州議会の両院で136年ぶりに多数派を占めた。民主党はアラバマ州公共事業委員会で3人の委員のうち1人のみを出している。
レコンストラクション時代以降、副知事に選ばれた共和党員は2人だけだが、そのうちの1人が現職のケイ・アイヴィーである。

#### 地方選挙
州内の地方レベルの役人は、郡政委員会、教育委員会、税評価官、徴収官などがあるが、依然として民主党多数に占められている。田園部の郡では民主党優勢、大都市圏の郡では共和党優勢となるが、幾つか例外もある。
州内67郡の保安官も党派選挙で選ばれるが、民主党が多数になっている。現在の数字は民主党42郡、共和党24郡、その他1郡である。しかし、民主党の保安官は大半が田園部の人口が少ない地方におり、共和党の保安官は大都市部の人口が多い地域を担当している。人口10万人以上を抱えるモンゴメリー郡とカルフーン郡の2郡は民主党員の保安官であり、人口7万5千人未満の5郡は共和党の保安官である。2012年時点でモーガン郡に唯一の女性保安官がおり、9郡はアフリカ系アメリカ人の保安官になっている。

#### 国政選挙
アラバマ州選出の連邦議会上院議員は、共和党のトミー・タバービルとケイティ・ブリットである。同州は強固な共和党支持の州で、民主党は1997年以降上院議席を獲得できていなかったが、2017年12月のジェフ・セッションズの司法長官就任に伴った補欠選挙で、共和党候補のセクハラ疑惑などもあって、民主党のダグ・ジョーンズが当選し20年ぶりに民主党が議席を獲得した。しかし、2020年11月の本選では共和党候補のトミー・タバービルがジョーンズを大差で破り、再び共和党が上院の2議席を占めることとなった。
アメリカ合衆国下院議員は7人を送り出しており、そのうち6人が共和党員、1人が民主党員である。

## 経済
アメリカ合衆国商務省経済分析局によると、2008年の総州生産高は1,700億米ドルであり、前年より0.7%の増加だった。一人当たりの収入は29,411米ドルだった In 2010, per capita income for the state was $22,984.。
アラバマ州は航空宇宙産業、教育、医療、金融、自動車など様々な重工業、鉱業、鉄鋼とその製品などに投資してきた。2006年の農畜産品生産高は15億米ドルだった。以前は農業が主要産業だったが、この数字は州総生産の約1%に過ぎない。1960年代から民間の農園数が減り続け、土地は開発業者、製材業者、および農業会社に売却された。
農業以外の職種が広がってきた。2008年時点での雇用状況は、経営管理部門121,800人、事業・金融運営71,750人、コンピュータ関連と数学的職種36,790人、建築土木設計44,200人、生命科学・医学・社会学12,410人、地域社会サービス32,260人、法律関連12,770人、教育・訓練・図書館サービス116,250人、芸術・デザイン・メディア関連27,840人、健康管理121,110人、消防・警察・安全保障 44,750人、外食関連154,040人、建物と土地の清掃・保守76,650人、介護など53,230人、販売244,510人、事務管理職338,760人、農業・漁業・林業 20,510人、建設・鉱業・ガスと石油の採掘120,155人、設備設置・保守・修繕106,280人、製造業224,110人、輸送業167,160人となっていた。
また、モービル市はメキシコ湾で活気のある港町であり、テネシー・トンビグビー水路を経由して中西部へつながる内陸水路の入口となっている。
2012年7月時点でアラバマ州の失業率は 7.8%だった。

### 大規模雇用者

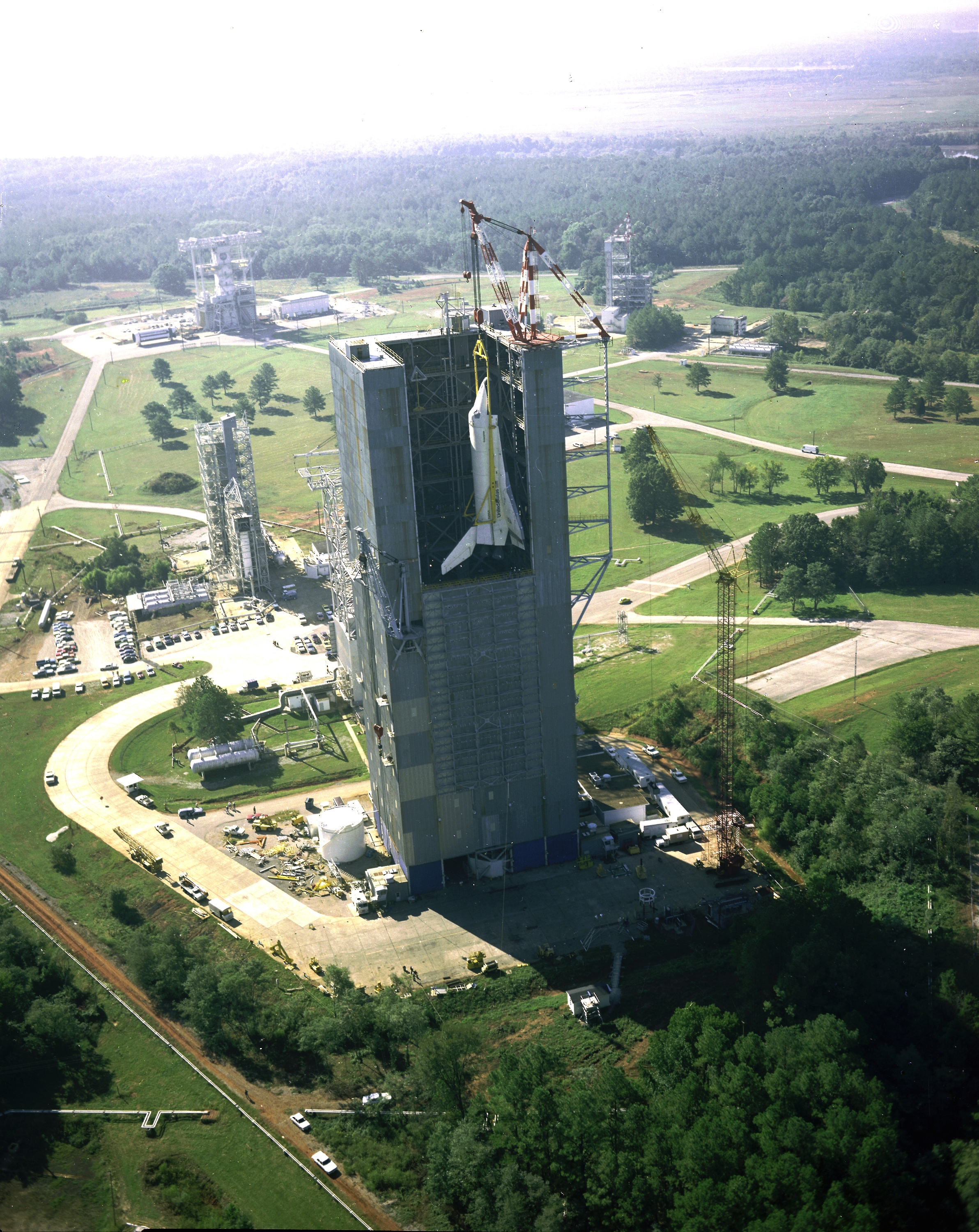
マーシャル宇宙飛行センターで試験中のスペースシャトルエンタープライズ、1978年

雑誌「バーミングハム・ビジネス・ジャーナル」に拠れば、2011年4月時点で下記の団体がアラバマ州の大規模雇用主5傑である。
| 雇用主                                                               | 従業員数（人） |
| -------------------------------------------------------------------- | -------------- |
| レッドストーン兵器廠                                                 | 25,373         |
| アラバマ大学バーミングハム校（アラバマ大学バーミングハム病院を含む） | 18,750         |
| マクスウェル空軍基地                                                 | 12,280         |
| アラバマ州政府                                                       | 9,500          |
| モービル郡教育学区                                                   | 8,100          |

次の20団体は「バーミングハム・ビジネス・ジャーナル」で2011年に挙げられていたものである。

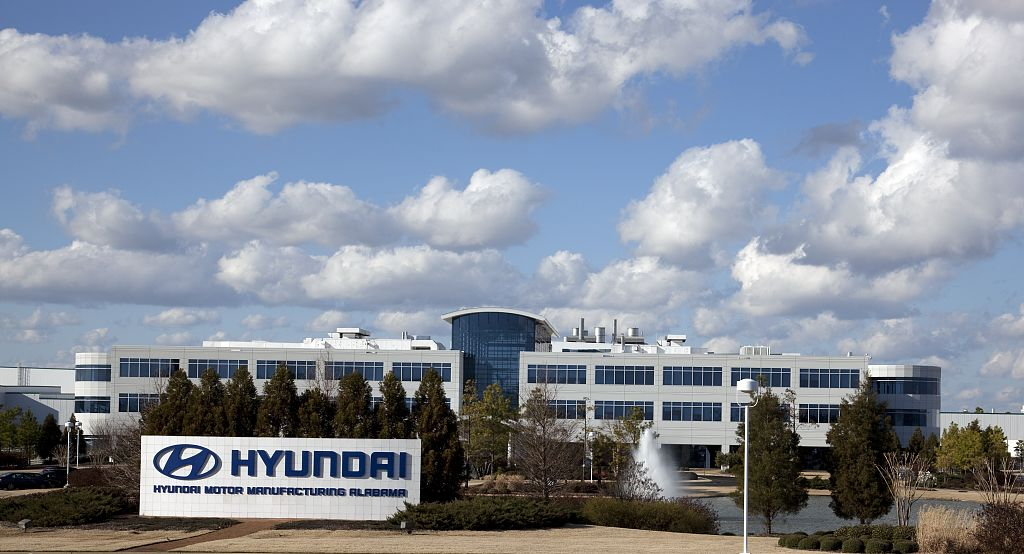
現代自動車製造アラバマ、モンゴメリー市、2010年

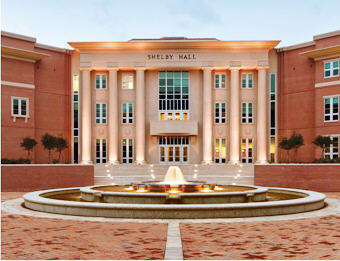
シェルビーホール、コンピュータ学部、南アラバマ大学、モービル市

| 雇用主                                           | 場所             |
| ------------------------------------------------ | ---------------- |
| アニストン陸軍補給敞                             | アニストン市     |
| AT&T                                             | 複数             |
| オーバーン大学                                   | オーバーン市     |
| バプテスト医療センターサウス                     | モンゴメリー市   |
| バーミングハム市教育学区                         | バーミングハム市 |
| バーミングハム市                                 | バーミングハム市 |
| DCHヘルスシステム                                | タスカルーサ市   |
| ハンツビル市教育学区                             | ハンツビル市     |
| ハンツビル市病院システム                         | ハンツビル市     |
| ヒュンダイ自動車製造アラバマ                     | モンゴメリー市   |
| インファーマリーヘルスシステム                   | モービル市       |
| ジェファーソン郡教育委員会                       | バーミングハム市 |
| マーシャル宇宙飛行センター                       | ハンツビル市     |
| メルセデスベンツU.S.インターナショナル           | バンス市         |
| モンゴメリー公共教育学区                         | モンゴメリー市   |
| リージョンズ・ファイナンシャル・コーポレーション | 複数             |
| ボーイング                                       | 複数             |
| アラバマ大学                                     | タスカルーサ市   |
| 南アラバマ大学                                   | モービル市       |
| ウォルマート                                     | 複数             |

### 農業
アラバマ州の農漁業生産物として、鶏肉と鶏卵、牛、魚類、苗、ラッカセイ、木綿、トウモロコシやモロコシなどの穀物、野菜、牛乳、ダイズ、並びに桃がある。"綿花の州" として知られているが、アラバマ州は、いくつかの報告書によると、合衆国内の綿生産の8番目ないし10番目に位置している。上位3傑はテキサス州、ジョージア州およびミシシッピ州である。

### 製造業
工業生産品は鉄と鉄鋼製品（鋳鉄および鋼管）；紙、材木および木製品；鉱業（多くが石炭）；合成樹脂製品；車およびトラック；並びに衣類が含まれる。また、アラバマ州は特にNASA ジョージ・C・マーシャル宇宙飛行センターおよびレッドストーン兵器廠に本部を置くアメリカ陸軍軍備司令部がある、ハンツビル地域では航空宇宙産業および電子部品の製品を生産している。

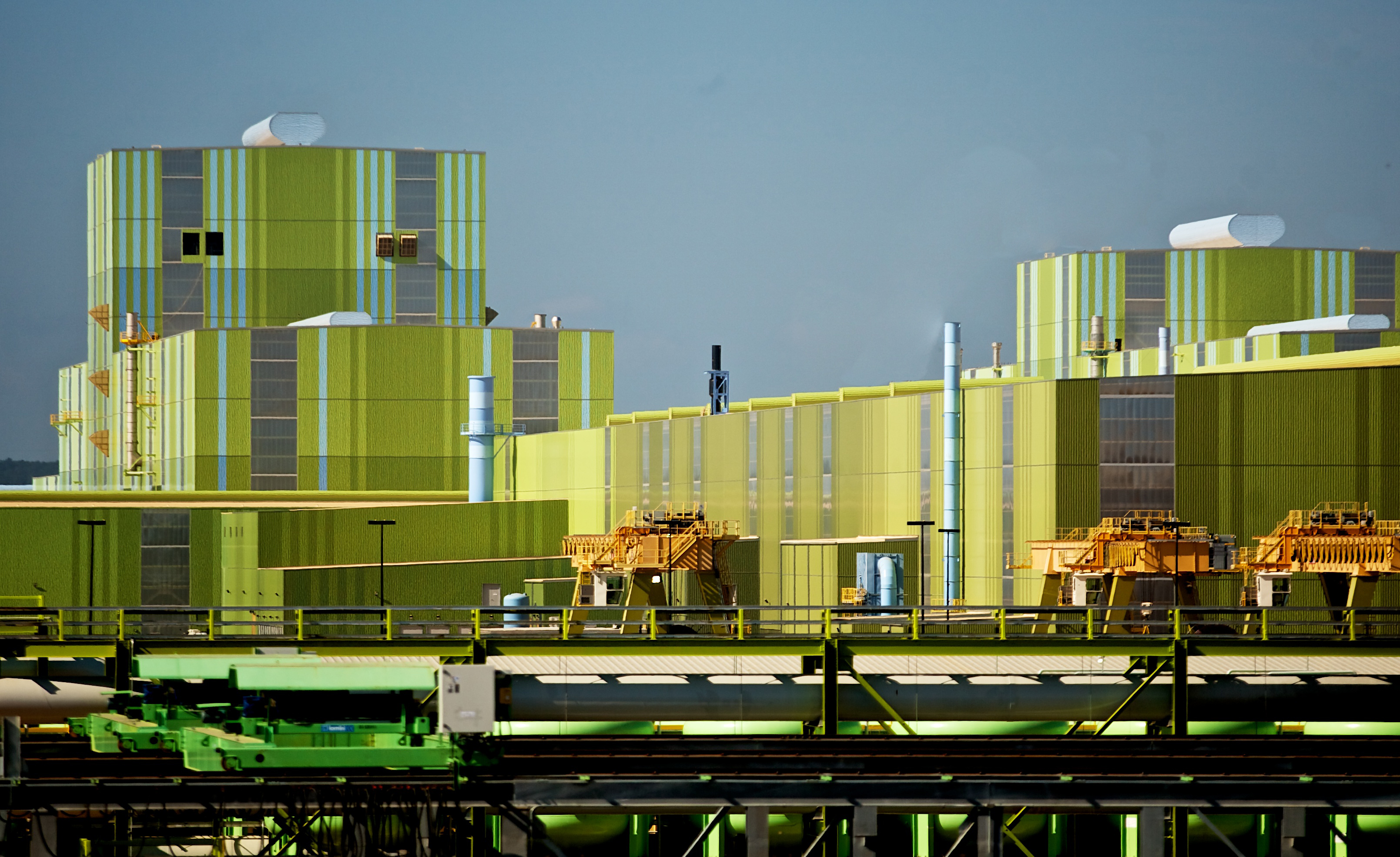
モービル市に近いカルバートにあるティッセンクルップ製鉄USA、メッキライン

アラバマ州は1990年代以降の州経済成長の大半を、拡張し続ける自動車製造産業に負っている。本田技研、現代自動車、メルセデス・ベンツ、トヨタ自動車の組み立て工場があり、またその部品製造者もある。1993年から自動車産業で67,800人以上の雇用を生み出してきた。現在、自動車生産高で国内第4位の州になっている。
鉄工業ではニューコア、SSAB、ティッセンクルップ、USスチールの製鉄所があり、1万人以上を雇用している。ドイツのティッセンクルップ製鉄はその製鉄所に37億米ドルを掛け、2,700人を雇用するとしている。
ハント精製会社はハント・コンソリデテッド社の子会社であり、タスカローラで製油所を操業している。モービル、メルヴィン、マウンドビルにも支所を持っている。JVCアメリカがタスカルーサ市に光ディスク複製梱包工場を持っている。

### 観光業

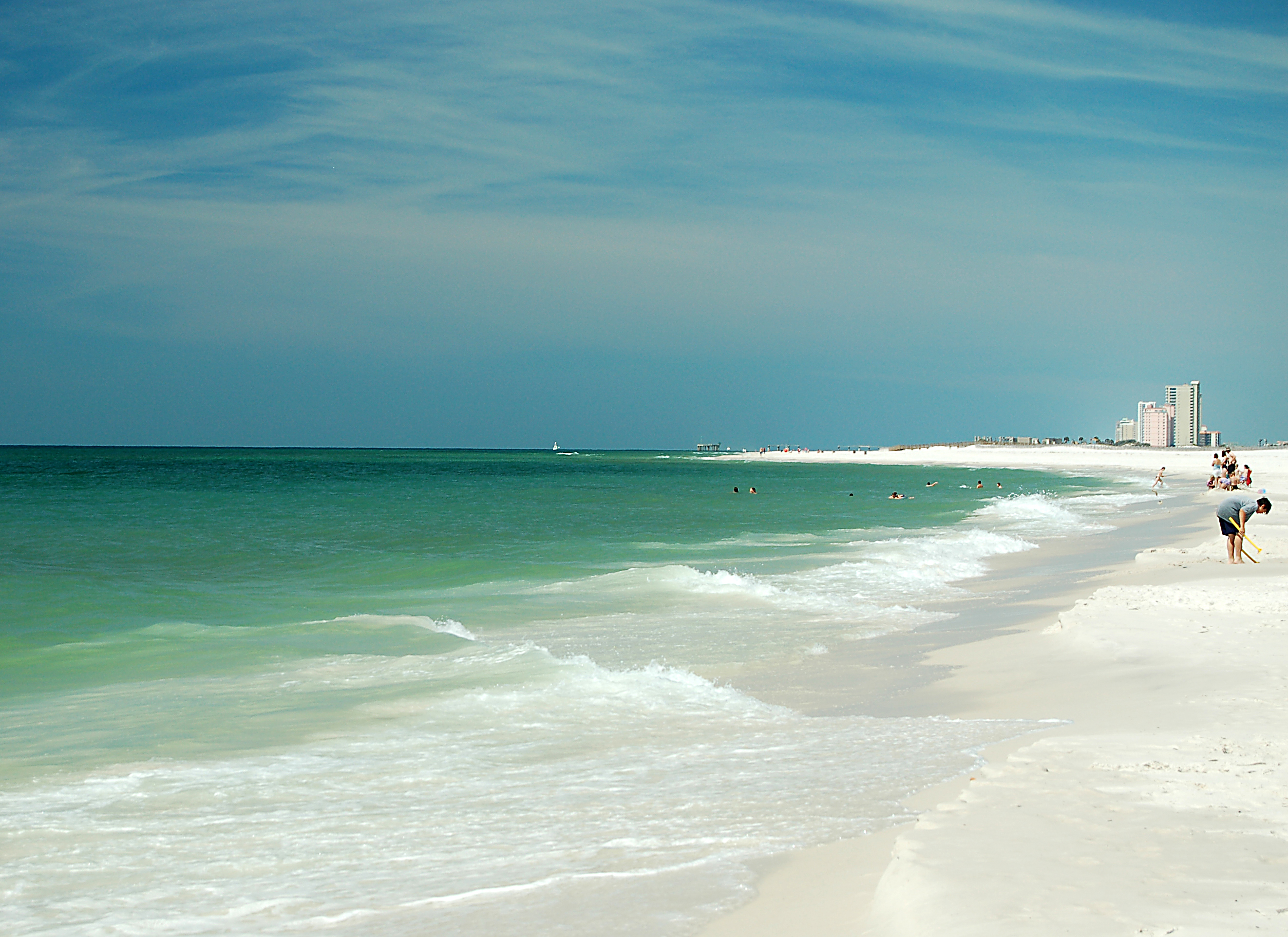
アラバマ州の海浜は州経済の大きな収入源である

推計年間2,000万人の観光客がアラバマ州を訪れている。うち10万人はカナダ、イギリス、ドイツ、日本など外国からである。2006年、2,230万人の観光客が83億米ドルを消費し、16万2千人の雇用を賄っている。

### 医療
アラバマ大学バーミングハム校附属病院が州内唯一のレベルI外傷センターである。州内の病院では雇用数でも最大であり、従業員数は1万8千人である。

### 金融業

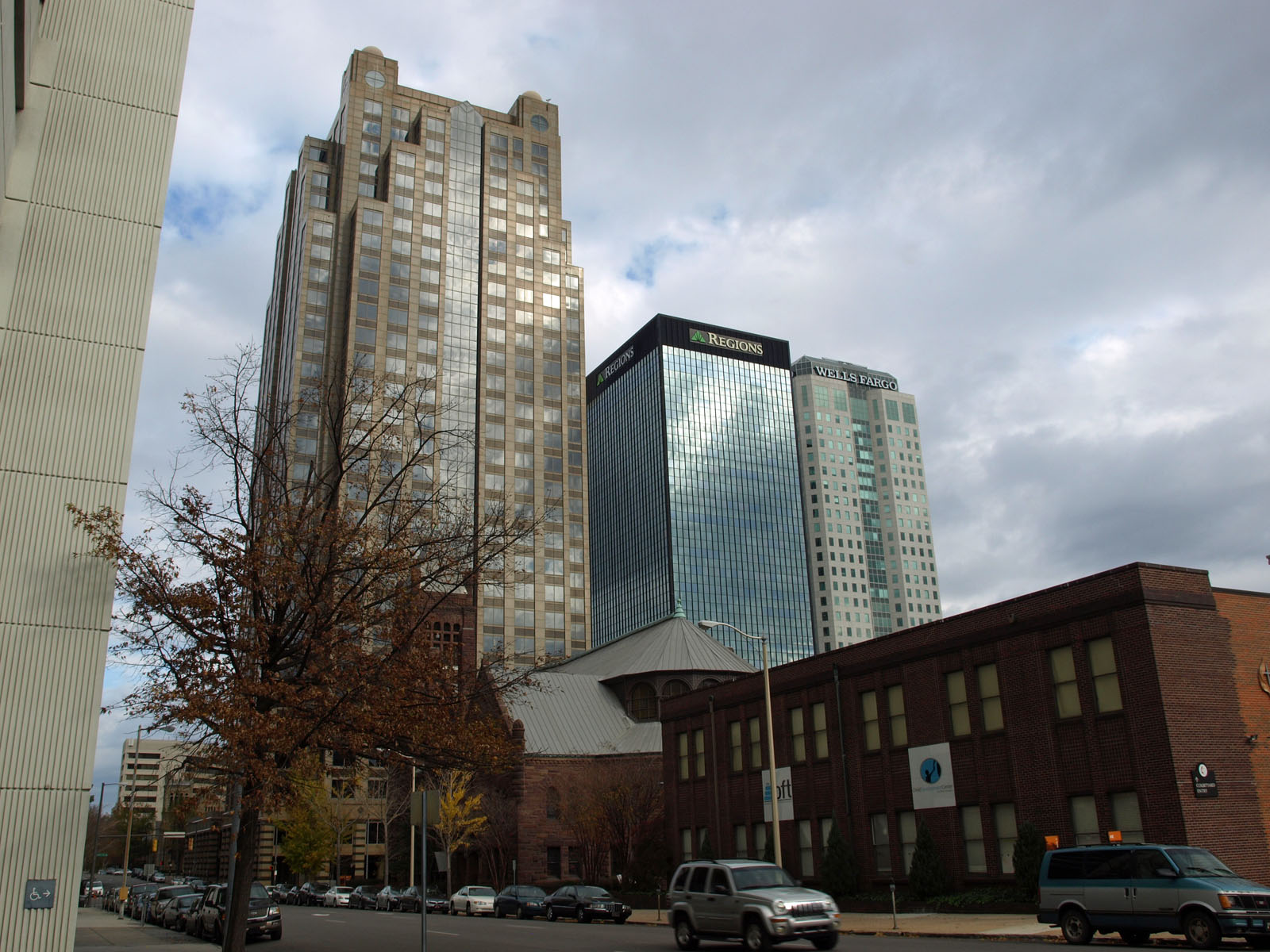
バーミングハム市金融街にあるリージョンズ・ハーバート・プラザ、リージョンズ・センター、ウェルズ・ファーゴ・タワー

州内にはリージョンズ・ファイナンシャル・コーポレーション、BBVAコンパス、シューピアリア・バンコープ、および元コロニアル・バンクグループの本社がある。バーミングハム市を本拠にするコンパス・バンクシェアーズが、2007年9月にスペインのBBVAに買収されたが、BBVAコンパスの本社はバーミングハム市に残っている。2006年11月、リージョンズ・ファイナンシャルはやはりバーミングハム市に本社を置くアムサウス・バンコーポレーションとの合併を完結させた。やはりバーミングハム市に本社を置く大規模銀行のサウストラスト・コーポレーションは2004年にワコビアから143億米ドルで買収された。ワコビアはバーミングハム市で営業を続けており、その操作後銀行であるウェルズ・ファーゴは地域本社、オペレーションセンター、さらに4億ドルをかけたデータセンターを運営している。その他、シューピアリア・バンコープ、サービスファースト、ニューサウス・フェデラル・セイビング・バンクなど1ダース近い小規模銀行がバーミングハム市に本社を置いている。またハーバート・マネジメント・コーポレーションなど幾つか大規模投資管理会社も本社を置いている。

### 電子工業
通信プロバイダーのAT&T（元ベルサウス）がバーミングハム市に幾つか大型事務所を構えている。従業員は6,000人以上、契約社員は1,200人以上いる。
ハンツビル市には、ネットワークのADTRAN、コンピュータ・グラフィックスのインテグラフ、ITインフラの設計・製造のアボセント、通信プロバイダーのデルタコムなど、多くの技術系会社が本社を置いている。シンラムはハンツビル市に工場があり、20世紀フォックスのDVDやブルーレイ・ディスクを製造出荷している。

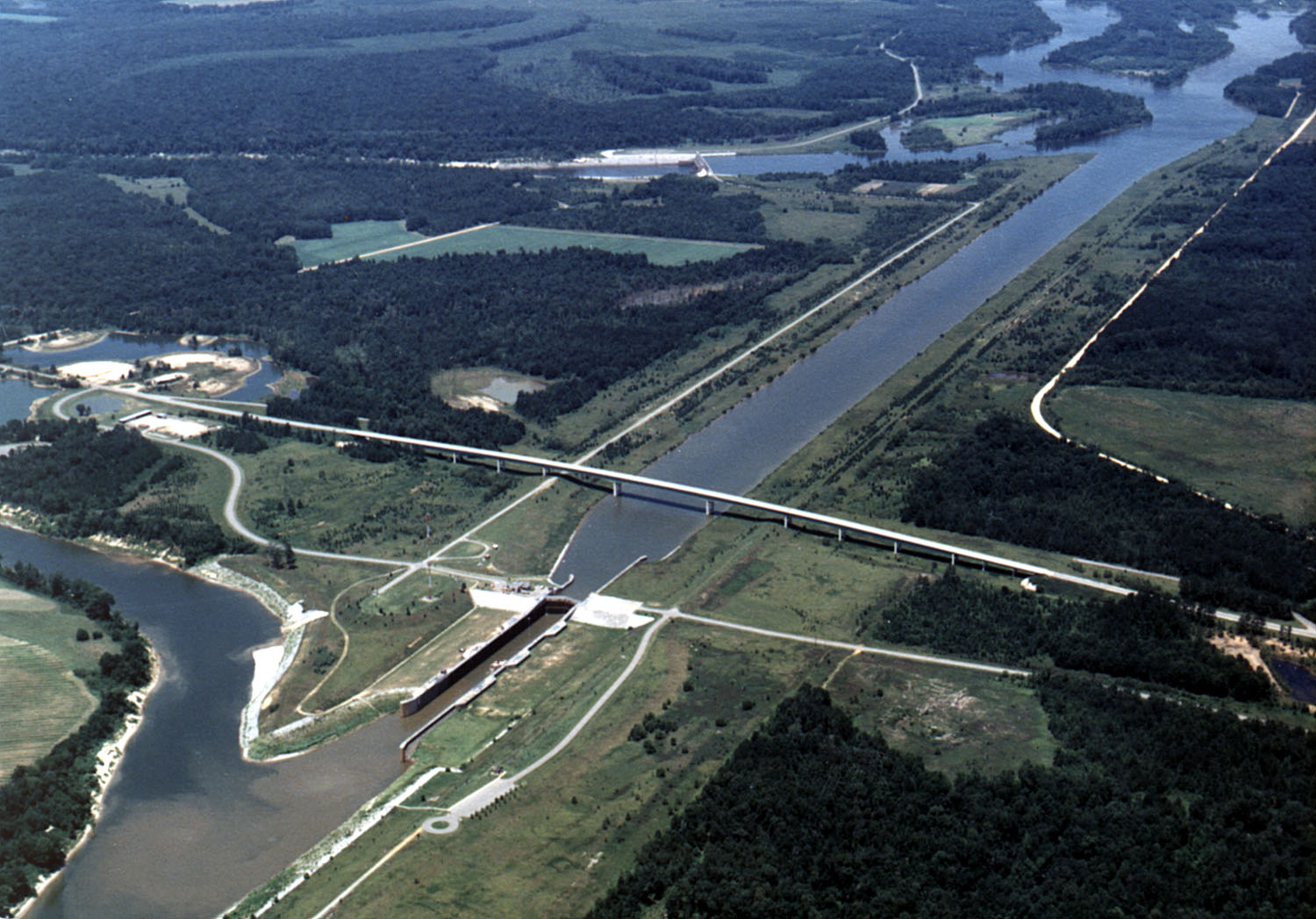
ハウエル・ヘフリン・ロック・アンド・ダムの閘門、テネシー・トンビッグビー水路、サムター郡

### 建設業
ラスト・インターナショナルが、ブラスフィールド&ゴリー、BE&K、ホーア建設、B・L・ハーバート・インターナショナルを合わせて成長し、これらは全て常に、エンジニアリング・ニューズ・レコードの設計、国際建設、土木会社のトップリストに挙げられている。ラスト・インターナショナルは2000年にワシントン・グループ・インターナショナルに買収され、さらに2007年にはサンフランシスコが本拠のURSコーポレーションに買収された。

### カジノ
2009年11月3日、「ビクトリーランド・カジノ」は、32インチのLCDテレビ、カクテルバー、喫茶店を備えた300の豪華客室とスイート、高級レストラン「ホイットフィールズ・ステーキハウス」、および世界最大規模の6400台のビンゴ場を擁する「ニュー・オアシス・ホテル」を開業した。
ロスティ・プライス総支配人は「私たちの目標は、4星（ダイヤモンド）認定されることです。ぜひ、アトランタや他の州から多くの人々においで願いたいと思います」とコメントしている。
同州の非インディアン系カジノは現在のところ、以下の二店が営業中である。
- 「カントリー・クロッシング」
- 「ビクトリーランド」

2009年10月26日、アラバマ州巡回裁判所のロバート・ヴァンス裁判官は、同州のカジノの電子ビンゴ遊技機を違法と裁決した。これはウォーカー郡で同遊戯機を運用しているすべてのカジノの閉鎖を命じるもので、政治論争となった。ロン・スパークス議員はこの判決を「州産業に逆行するものだ」として徹底批判し、「私は、州の賭博産業に関する州全体の認可、および規則の遵守を誓約した唯一の党員であります。カジノ税は教育と低所得者医療扶助制度に資金を供給しています。賭博を許容するかどうかは、それぞれの郡の有権者に託すべきです」と声明を出した。
これを受け、アラバマ州最高裁判所はカジノでのビンゴ遊戯機設置許可のために、6つの法的評価基準を設定した。
ボブ・ライリー知事は、3月に対策チームを作り、州下の900台以上の遊技台を止めた州最高裁判所に対してこの規制が対スロットマシン級で強すぎるとする書類を提出した。その後の公聴会で、法廷はデジタル式ビンゴ遊戯機にも評価基準を設定した。2009年12月7日、営業停止させられていた「カントリー・クロッシング」や「ビクトリーランド」など州下のカジノは、この評価基準に遊戯機を対応させて営業再開した。

## 交通

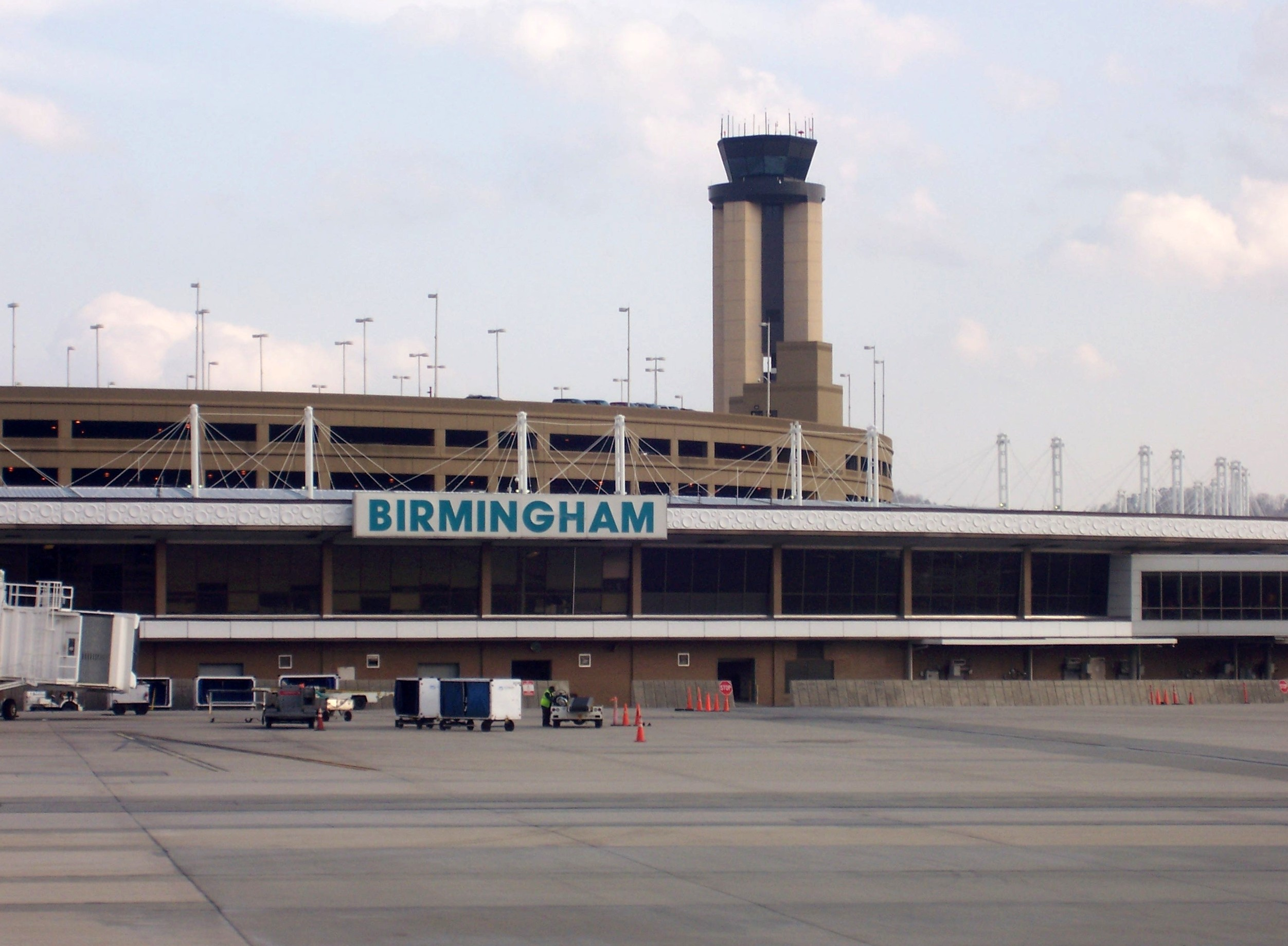
バーミングハム＝シャトルズワース国際空港の管制塔とターミナル

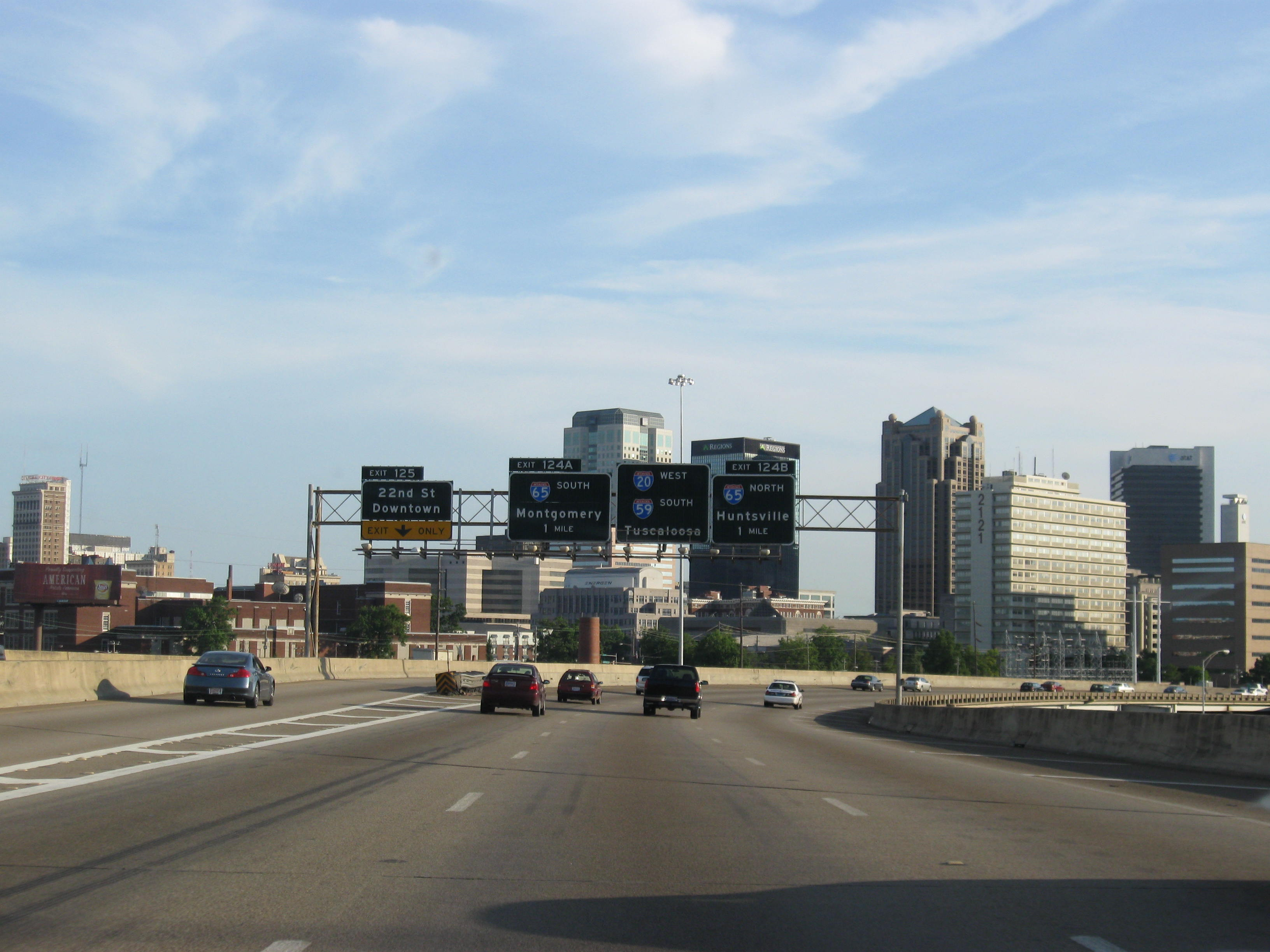
州間高速道路59号線、同20号線の表示もある、バーミングハム市中心街で州間高速道路65号線との交差点近く

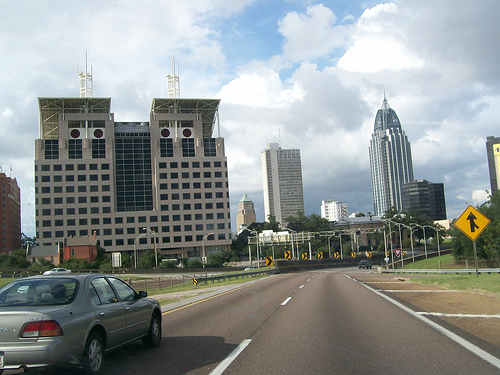
モービル市の州間高速道路10号東行き、ジョージ・ウォレス・トンネル近く

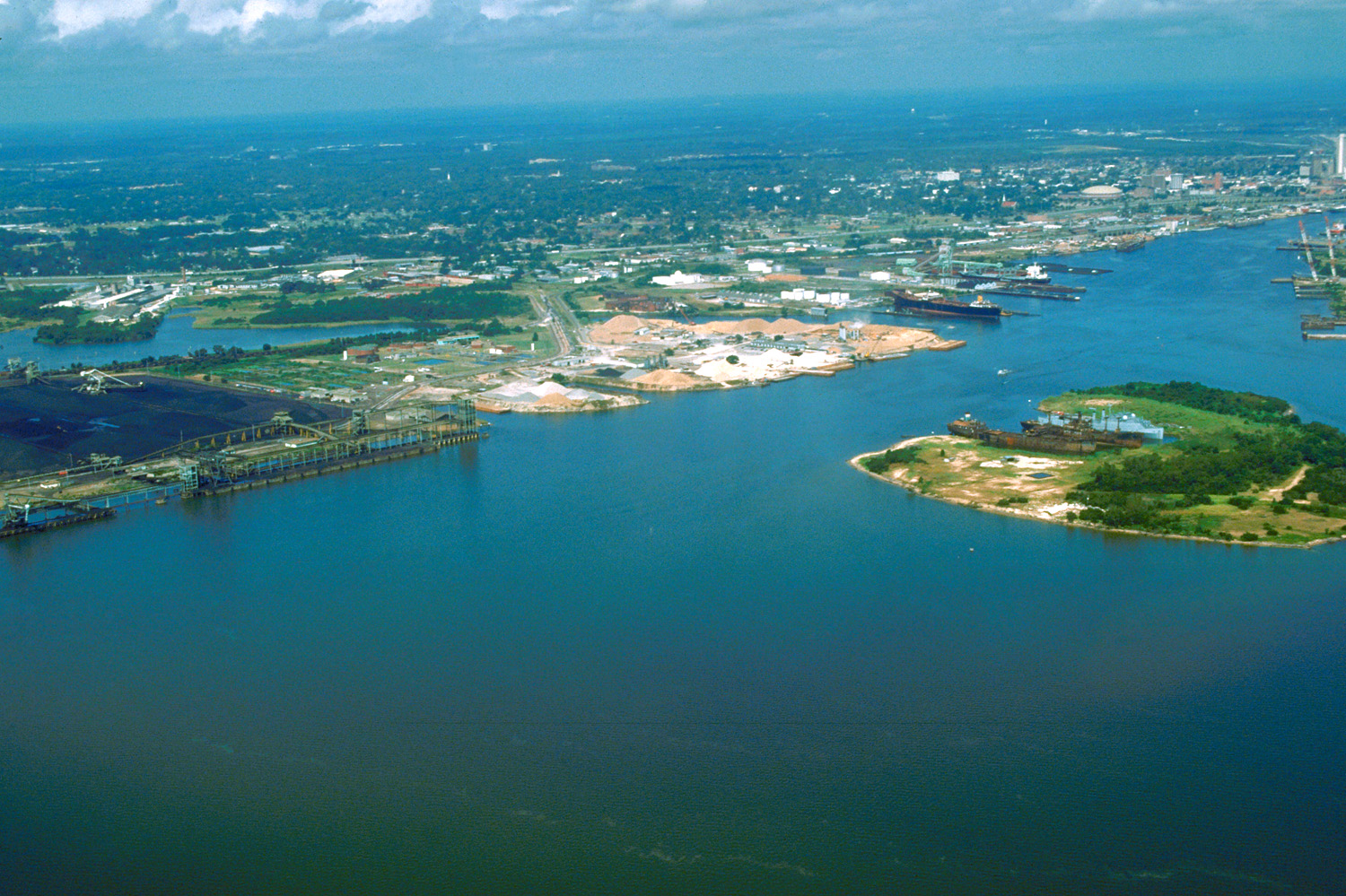
モービル港

### 航空
州内主要空港はバーミングハム＝シャトルズワース国際空港 (BHM)、ハンツビル国際空港 (HSV)、ドーサン地域空港 (DHN)、モービル地域空港 (MOB)、モンゴメリー地域空港(MGM)、マッスルショールズ・北西アラバマ地域空港がある。

### 鉄道
アムトラックが旅客列車のクレセントを運行して、ニューヨークとニューオーリンズを繋いでいる。州内の停車駅はアニストン、バーミングハム、タスカルーサである。

### 道路
州内を横切る5本の州間高速道路が走っている。州間高速道路65号線が州のほぼ中央を南北に走っている。同59号線と20号線は中西部の境界からバーミングハム市に通り、そこからは59号線が州の北東隅に向かい、20号線が東のアトランタに向かう。州間高速道路85号線はモンゴメリー市に始まり、東北東のジョージア州境に向かい、アトランタへの幹線道となる。州間高速道路10号線は州南端部を通り、モービル市を通る東西方向路になっている。州間高速道路22号線が現在建設中であり、2014年ごろに完成すれば、バーミングハム市とテネシー州メンフィスを繋ぐ。他にも5本の補助線がある。モービル市の165号線、タスカルーサ市の359号線、バーミングハム市の459号線、ハンツビル市の565号線、ガズデン市の759号線である。6番目の685号線は工事中であり、完成すれば85号線が新しいモンゴメリー市の南部バイパスに沿って路線変更される。バーミングハム市北を通るバイパスが計画されており、422号線に指定される予定である。
アメリカ国道も11号線、29号線、31号線など多数あり、その支線も通っている。
州内には4本の有料道路がある。モンゴメリー市のモンゴメリー・エクスプレスウェイ、タスカローラ市のタスカローラ・バイパス、ウィトゥンプカのエメラルドマウンテン・エクスプレスウェイ、オレンジビーチのビーチ・エクスプレスである。
2011年3月、全米ゴミ処理スコアカードで、ワースト5以内にランクされた。州全体で道路など公共の場所の清浄さやゴミ処理の効率が評価されたものである。

### 港
アラバマ州で唯一の海港であるモービル港は、テネシー・トンビグビー水路を介してアメリカ合衆国中西部に通じる内陸水路があり、メキシコ湾でも繁華な港である。取扱い貨物量では国内第9位である。他の港は川沿いにあり、メキシコ湾に通じている。下記の港がある。北から南に列挙する。
| 港名             | 場所                                                | 接続水路                     |
| ---------------- | --------------------------------------------------- | ---------------------------- |
| フローレンス港   | フローレンス/マッスルショールズ、ピクウィック湖沿い | テネシー川                   |
| ディケーター港   | ディケーター、ウィーラー湖沿い                      | テネシー川                   |
| ガンターズビル港 | ガンターズビル、ガンターズビル湖沿い                | テネシー川                   |
| バーミングハム港 | バーミングハム、ブラックウォリアー川沿い            | テネシー・トンビッグビー水路 |
| タスカルーサ港   | タスカルーサ、ブラックウォリアー川沿い              | テネシー・トンビッグビー水路 |
| モンゴメリー港   | モンゴメリー、R・E・"ボブ"・ウッドラフ湖沿い        | アラバマ川                   |
| モービル港       | モービル、モービル湾沿い                            | メキシコ湾                   |

## 教育

### 初等中等教育

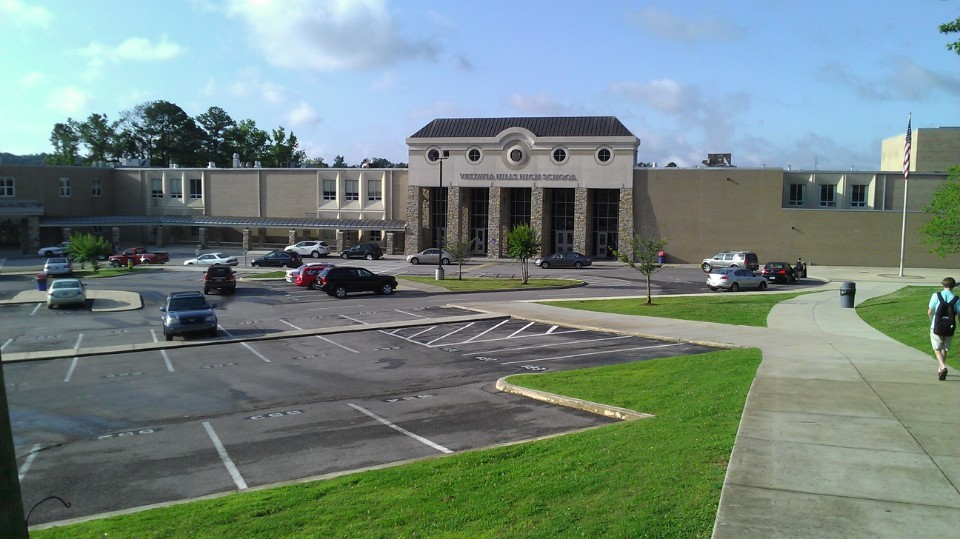
バーミングハム市郊外にあるベスタビアヒルズ高校

州内の公立初等中等学校は、アラバマ州教育委員会の監督下にあり、また67郡の教育委員会と60市の教育委員会も管理している。総計1,541の学校で743,364人の児童生徒が学んでいる。
公共教育予算は教育信託基金を通じてアラバマ州議会が配分している。2006年から2007年の会計年度では3,775,163,578米ドルが充てられた。前会計年度と比較して444,736,387米ドルの増額だった。2007年、連邦の「落ちこぼれ防止法」の下で、アラバマ州が定めた手段を使い、82%以上の学校が適切な教育効率の年間進捗度を示した。2004年ではこれが23%だった。
アラバマ州公共教育体系は近年改善が進んでいるが、他州に比べれば劣っている。統計データに拠れば、高校卒業以上の学歴を持つ人口比率は75%であり、国内の下から4番目である。

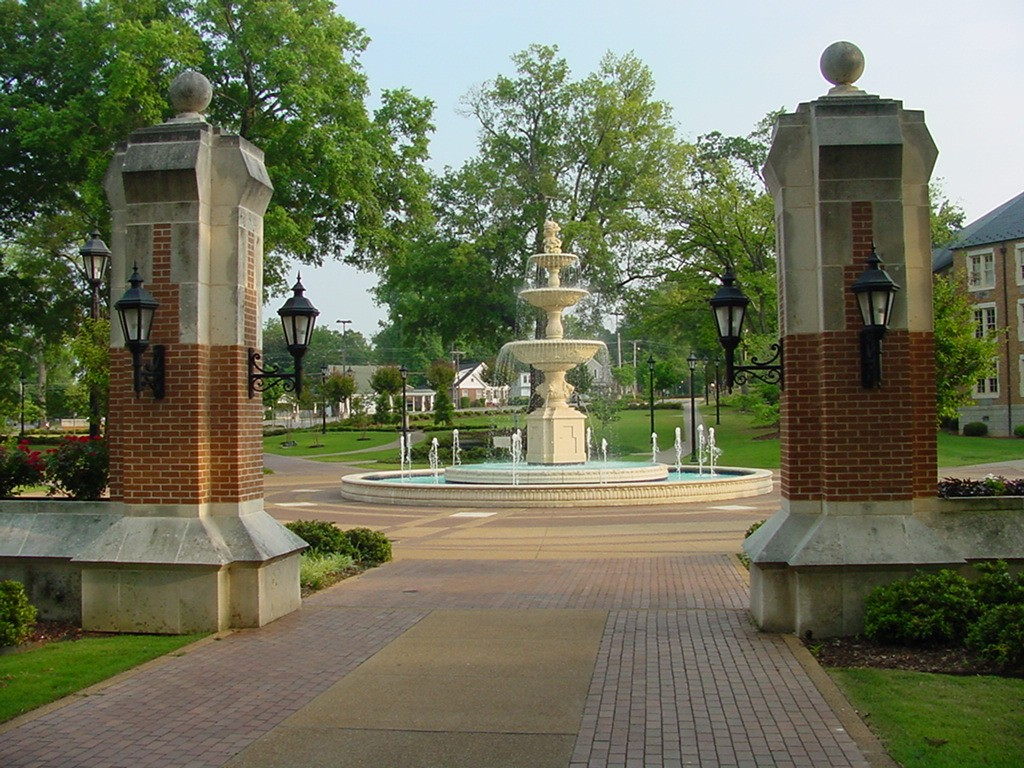
フローレンス市にある北アラバマ大学ハリソンプラザ。同校は1830年に州議会によってラグレンジ・カレッジとして認可された

### 単科および総合大学

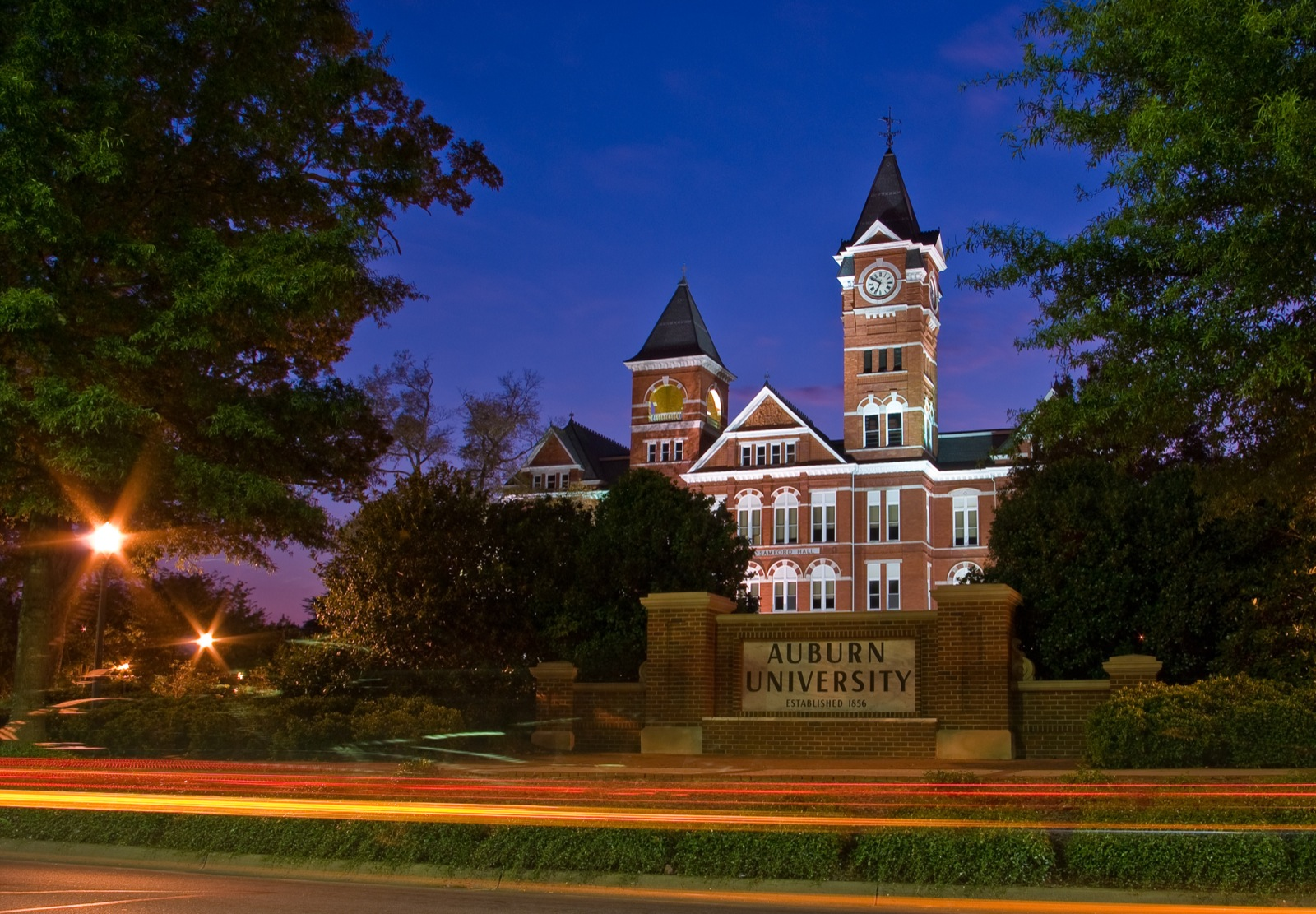
ウィリアム・J・サムフォード・ホール、オーバーン大学

アラバマ州の高等教育体系には、4年制公立大学14校と2年制コミュニティカレッジ、17の私立大学および大学院がある。州内には医大が3校、獣医科大が2校、歯科大が1校、眼科大が1校、薬科大が2校、法科大が5校ある。公立の高等教育はアラバマ州高等教育委員会とアラバマ州高等教育省が監督している。2年間の准学士から16の博士課程までがある。
単一キャンパスで最大のものはタスカルーサ市にあるアラバマ大学であり、学生数は2012年秋で33,602人だった。トロイ大学は州内4つのキャンパス、国内60の教室、国外11か所の教室で、2010年では29,689人の学生が学んでいる。最古の大学はフローレンス市にある公立の北アラバマ大学であり、またモービル市にあるカトリック系のスプリングヒル・カレッジと共に1830年の設立である。
教育課程の認定は、カレッジ・学校南部協会の他、聖書高等教育協会、職業教育委員会、独立系カレッジ・学校認定委員会など国内国外の科目に応じた認定機関によって行われている。
雑誌USニューズ&ワールド・レポートの2011年の評価では、アメリカの公立学校100傑の中にアラバマ州から3校が入った。アラバマ大学が第31位、オーバーン大学が第36位、アラバマ大学バーミングハム校が第73位だった。
- Air University
- アラバマA&M大学
- アラバマ州立大学
- en:Andrew Jackson University
- en:Athens State University
- オーバーン大学
- en:Auburn University at Montgomery
- en:Birmingham-Southern College
- Concordia College-Selma
- フォークナー大学
- en:Heritage Christian University
- en:Huntingdon College
- ジャクソンビル州立大学
- en:Judson College
- en:Miles College
- en:Oakwood College
- サムフォード大学
- en:Selma University
- Southeastern Bible College
- en:Southern Christian University
- en:Spring Hill College
- en:Stillman College
- Talladega College
- Troy University System (元 "Troy State University System")
  - Main Campus (Troy)
  - Troy University at Dothan
  - en:Troy University at Montgomery
  - Troy University at Phenix City
- en:Tuskegee University
- アメリカ合衆国スポーツアカデミー
- アラバマ大学システム
  - 本部キャンパス (タスカルーサ)
  - バーミングハム校
  - ハンツビル校
- モービル大学
- en:University of Montevallo
- en:University of North Alabama
- en:University of South Alabama
- en:University of West Alabama
- Virginia College

## 芸術・文化

### 音楽
マッスル・ショールズ地域は、ソウル・ミュージック、カントリー・ミュージック、ブルース、ブルーグラスなどルーツ・ミュージックの発展に大きな役割を果たしてきた。中心となった音楽関係者は、黒人歌手パーシー・スレッジと、全員白人のダン・ペン、スプーナー・オールダム、チップス・モーマン、リック・ホールらである。
また、サザン・ロックのウェット・ウィリー、カントリーのソニー・ジェイムズ、エミルー・ハリス、アラバマらもアラバマ州出身である。

### 美術館・博物館
- アメリカン・スポーツ美術館兼資料館

### スポーツチーム
- ハンツビル・スターズ

## 日本との関係
アラバマ州のうち、モービル郡モービル市は1993年に千葉県市原市と姉妹都市提携を結び、隔年で相互に交流を行なっている。その際、派遣されるのは地元の中学生もしくは高校生から構成される10名の派遣団である。
奇数年が日本から米国。偶数年が米国から日本である。但し、2020年に関しては、日本で東京オリンピックが開催されることから、通常７月下旬に行われる交流が９月に延期となる。

### 日本との姉妹都市・提携都市
（ 日本・都道府県市町村） - （州内都市など）
- 茨城県日立市 - バーミングハム
- 群馬県前橋市 - バーミングハム
- 埼玉県坂戸市 - ドーサン市
- 千葉県市原市 - モービル市
- 千葉県習志野市 - タスカルーサ市
- 福井県越前町/旧宮崎村 - モンテバロ市
- 兵庫県たつの市/旧新宮町 - アニストン市

## その他

### 同州出身の有名人
- アラバマ州出身著名人の一覧を参照。

### 州の象徴など
- 州の鳥 - ハシボソキツツキ（別名イエローハンマー）
- 州の狩猟鳥 - 野生のシチメンチョウ
- 州の木 - ダイオウマツ
- 州の果樹 - モモ
- 州の花 - ツバキ
- 州の野草 - カシワバアジサイ
- 州のナッツ - ペカン
- 州の果実 - ブラックベリー（Rubus occidentalis）
- 州の海水魚 - ターポン
- 州の哺乳類 - アメリカグマ
- 州の馬 - ラッキングホース
- 州の爬虫類 - アラバマアカハラガメ
- 州の両性類 - レッドヒルズサンショウウオ（Phaeognathus hubrichti）
- 州の昆虫 - オオカバマダラ
- 州の蝶およびマスコット - トラフアゲハ（Papilio glaucus）
- 州の貝 - スカフェラ・ジュノニア（Scaphella junonia）
- 州の鉱物 - 赤鉄鉱
- 州の岩石 - 大理石
- 州の化石 - バシロサウルス・ケトイデス
- 州の宝石 - スターブルークォーツ
- 州の土壌 - バマ（Bama）
- 州のモットー - Audemus jura nostra defendere（我らはあえて権利を防衛する）
- 州の聖書 - アラバマ州聖書
- 州の歌 - 『アラバマ』
- 州のルネサンス祭 - フローレンス・ルネサンス祭
- 州のホースショウ - AOHAアラバマ州チャンピオンシップホースショウ（AOHA Alabama State Championship Horse Show）
- 州の屋外劇 - 『奇跡の人』
- 州のバーベキュー大会 - アラバマ・バーベキュー・チャンピオンシップ
- 州の農業博物館 - ドーサン・ランドマーク・パーク
- 州の蹄鉄投げトーナメント - ストックトンフォールズ蹄鉄投げトーナメント
- 州の歴史的映画館 - アラバマ・シアター
- 州の屋外ミュージカル - 『ルーニーの居酒屋での事件』（The Incident at Looney's Tavern）
- 州のキルト - パイン・バー・キルト
- 州の蒸留酒 - コネカリッジ・アラバマウィスキー